# Melgaço (Portugal)
Melgaço é uma vila raiana portuguesa localizada na sub-região do Alto Minho, pertencendo à região do Norte e ao Distrito de Viana do Castelo.
É sede do Município de Melgaço que tendo uma área urbana de 11,51 km2, num total de 238,25 km2, e 7.773 habitantes em 2021, perfaz uma densidade populacional de 32 habitantes por km2, estando subdividido em 13 freguesias. O município é limitado a norte e leste pela região espanhola da Galiza, a sul pelo município de Arcos de Valdevez e a oeste por Monção. É o município mais setentrional do país.
O munícipio é reconhecido pelas pontes romanas e medievais, monumentos e alinhamentos megalíticos, antigas fortificações, como o Castelo de Melgaço e o Castelo de Castro Laboreiro, vários solares, igrejas românicas, o parque termal, museus e os trilhos pedestres, para além da fauna e flora natural do município, salvaguardada pelo Parque Nacional da Peneda-Gerês em Lamas de Mouro.

## Geografia
Composto por uma densa rede hidrográfica, sendo o seu concelho delimitado ou atravessado pelos rios Minho, Mouro, Trancoso e Laboreiro assim como pelos concelhos galegos de Entrimo, Verea, Quintela de Leirado, Padrenda, Crescente e Arbo e portugueses de Arcos de Valdevez e Monção, as suas 13 freguesias distribuem-se por zonas de planalto, montanha, serra, vale, planície e encostas. A sua geografia é composta por um anfiteatro de altitudes gradualmente crescentes a partir da orla ribeirinha até ao Cabeço do Pito e ao Planalto de Castro Laboreiro, na zona leste, e aos cumes de Chãs da Lama, Alto do Corisco, Alto do Fojo, Coto do Corno, Cão Pendurado e Chão da Roca, que pontificam na zona sul.
O ponto mais elevado do município situa-se no Giestoso, também referido pelos locais como "O Talefre", sendo a 4ª montanha mais elevada do distrito de Viana do Castelo e a 29ª mais alta de Portugal Continental, com 1335 metros de altitude, na freguesia de Castro Laboreiro e Lamas de Mouro. Outro ponto de elevação nas proximidades do Planalto de Castro Laboreiro é a zona da Pena de Numão (ou Anamão), onde se situa a antiga Ermida da Senhora de Numão.

## História

#### Pré-história e idade dos metais

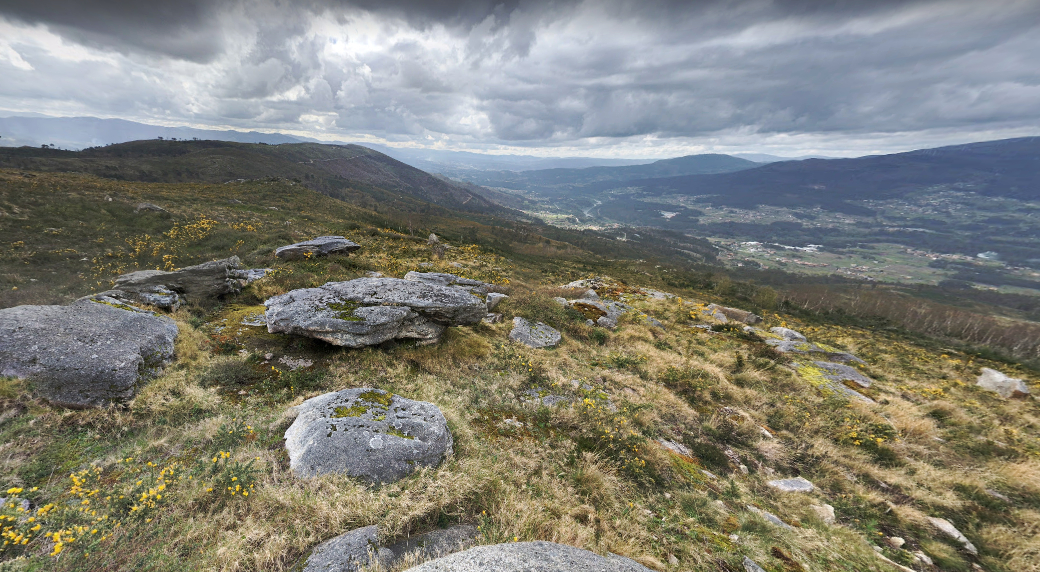
Ruínas Megalíticas de Cousso

Com a existência de pinturas rupestres, no Fieiral, uma das maiores necrópoles pré-históricas da Península Ibérica, no planalto de Castro Laboreiro, e vários monumentos megalíticos, nomeadamente em Parada do Monte, Cousso e Gave, os primeiros povoamentos humanos na localidade de Melgaço remontam essencialmente ao Neolítico e, em outras zonas do município, à Idade do Cobre e à Idade do Bronze, onde ainda persistem vestígios de mais de oitenta edificações ancestrais, como mamoas, dólmens, antas e alinhamentos megalíticos.

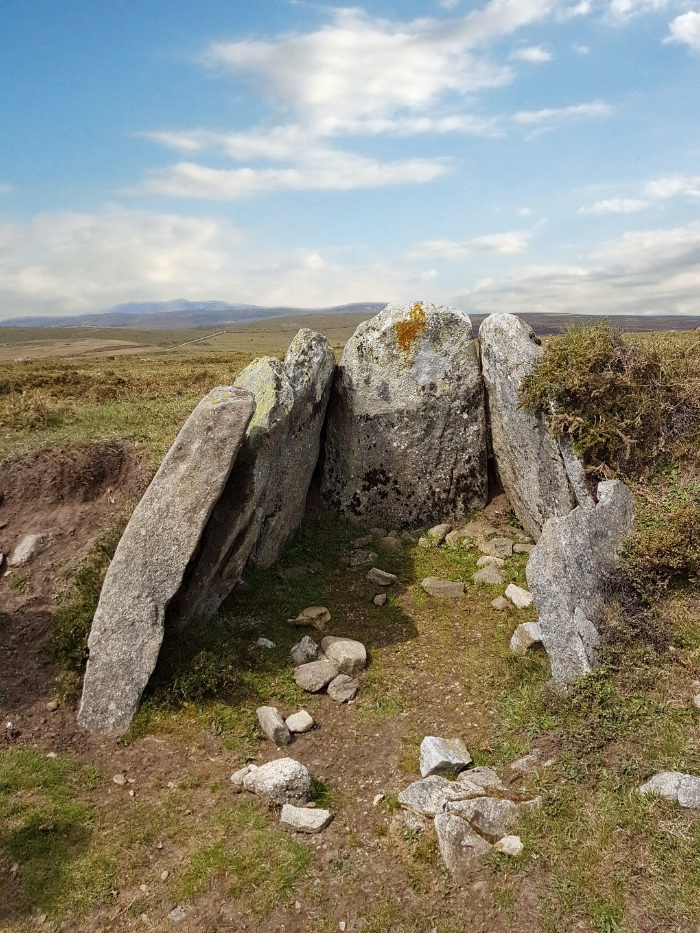
Necrópole Megalítica do Planalto de Castro Laboreiro

Durante a Idade do Ferro, a localidade era composta por diversos povoamentos gróvios e galaicos de origem celta, preservando-se até aos dias de hoje vários exemplares da cultura castreja para além dos traços linguísticos, folclore, música, costumes e tradições, como a prática da transumância, marcada pelas brandas e inverneiras na localidade. Atualmente em paradeiro desconhecido, o "Ídolo de Paderne", uma pequena escultura zoomorfa, oferecida ao arqueólogo e etnógrafo José Leite de Vasconcelos durante as suas expedições pela região melgacense, foi apenas um dos muitos artefatos de cultura pré-histórica que foi encontrado nas ruínas das antigas cividades do município.

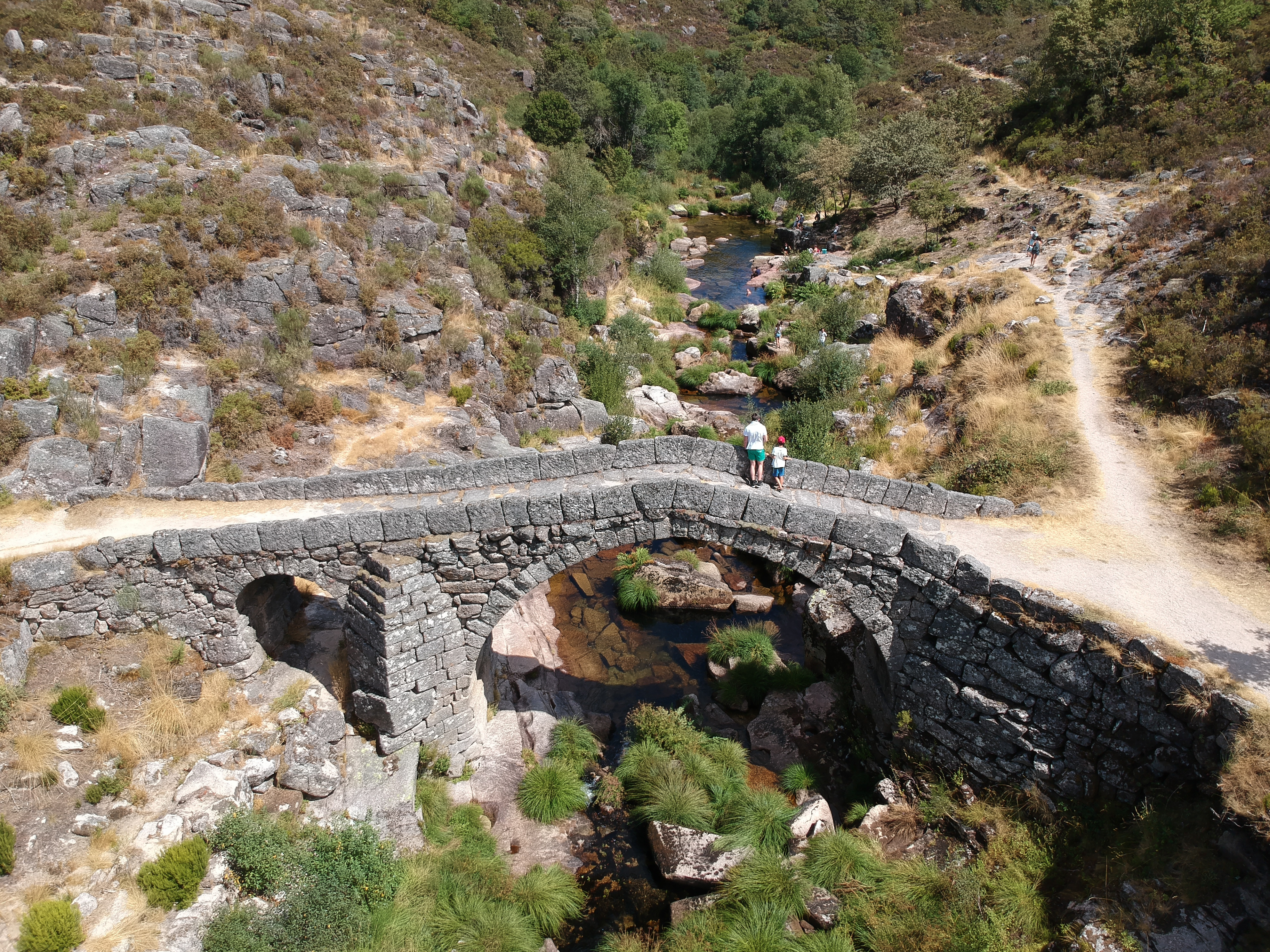
Ponte da Cavada Velha, Castro Laboreiro

#### Domínio romano
Com a expansão do Império Romano e a conquista da Península Ibérica, após várias batalhas travadas e com o cessar da resistência pelas tribos nativas, durante os reinados dos imperadores Augusto (63 a.C.-14 d.C) e Júlio César (100 a.C.-44 a.C.), entre 26 a.C. e 19 a.C., a região de Melgaço, então denominada Melgaci, ficou sob o domínio dos romanos, integrando a região da Galécia e a província de Hispania Citerior Tarraconensis. Confundindo-se a história com as lendas locais, apesar de ainda controverso, segundo vários historiadores, como José Leite de Vasconcelos ou José Hermano Saraiva, era relatado que à época, na região, existia um clã, que se fixou no planalto onde se situa o centro histórico da Vila, liderado por um celta romanizado de nome Melgacus ou ainda Melgaecus, originando assim a razão toponímica deste município minhoto.
Desse período, preservaram-se partes da via romana entre Valença e Melgaço, inúmeras pontes, como a Ponte da Cavada Velha, Peso, Dorna e Lamas de Mouro, sepulturas, fortificações militares, que originaram as fundações do Castelo de Melgaço e do Castelo de Castro Laboreiro, a cultura da vinha e a produção do vinho, a extração de minérios e, mais recentemente descobertos por um coletivo científico que investiga a presença militar romana no Noroeste da Península Ibérica, vestígios de um dos maiores acampamentos militares romanos de carácter temporário, com mais de 20 hectares e com capacidade para albergar um contingente com mais de 10 mil soldados, na Lomba do Mouro, em Castro Laboreiro.

#### Invasões bárbaras
Após a queda do Império Romano do Ocidente, com as invasões bárbaras, os suevos migraram para a região minhota, estabelecendo um dos primeiros reinos a separar-se do Império Romano, o Reino Suevo, sendo posteriormente, em 585, o território anexado pelos visigodos na sexta província do Reino Visigótico. Apesar de muitos dos vestígios deste período terem sido destruídos, quer pelo tempo quer por outros conflitos posteriores, a construção das primeiras igrejas cristãs na região, nomeadamente da extinta ermida dedicada aos mártires São Facundo e São Primitivo, e a tradição dos fornos comunitários de Pontes, em Castro Laboreiro, remontam a esse período.

#### Ocupação muçulmana

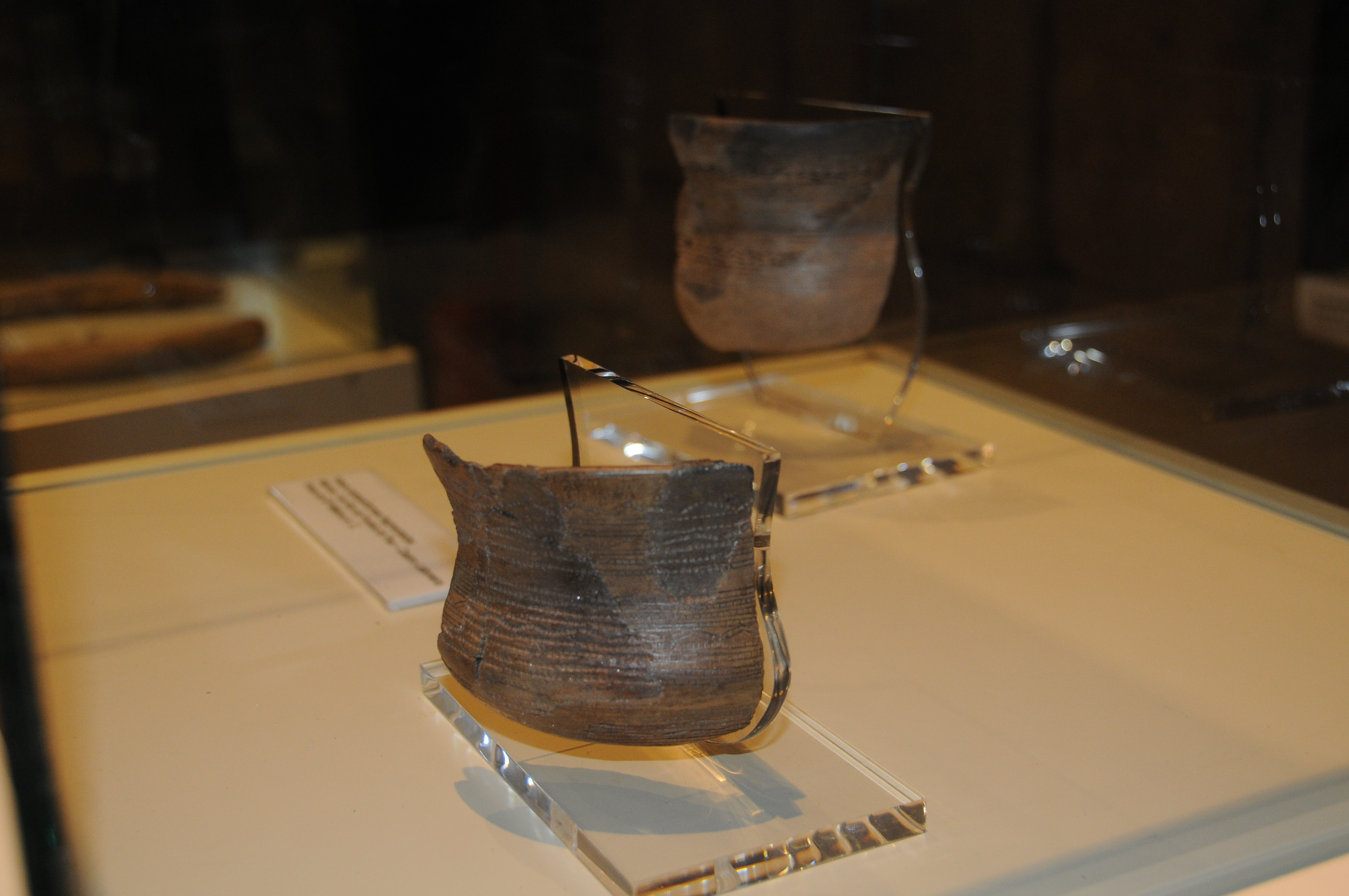
Peças de cerâmica expostas na Torre de Menagem do Castelo de Melgaço

Com a invasão muçulmana na Península Ibérica, a partir de 711, o território tornou-se parte da fronteira contestada entre Cristãos e Muçulmanos, tendo sido incorporada permanentemente sobre domínio cristão no início do século IX, após várias batalhas travadas durante a Reconquista Cristã, liderada por Pelágio (685-737) do Reino das Astúrias. Uma das batalhas mais conhecidas da região realizou-se no ano de 812, no lugar de Vale de Mouro, junto ao Rio Ornese, em Lamas de Mouro, onde, segundo a lenda, D. Bernardo del Carpio lutou contra as forças de Ali-Aton, rei de Córdova, que caiu derrotado.

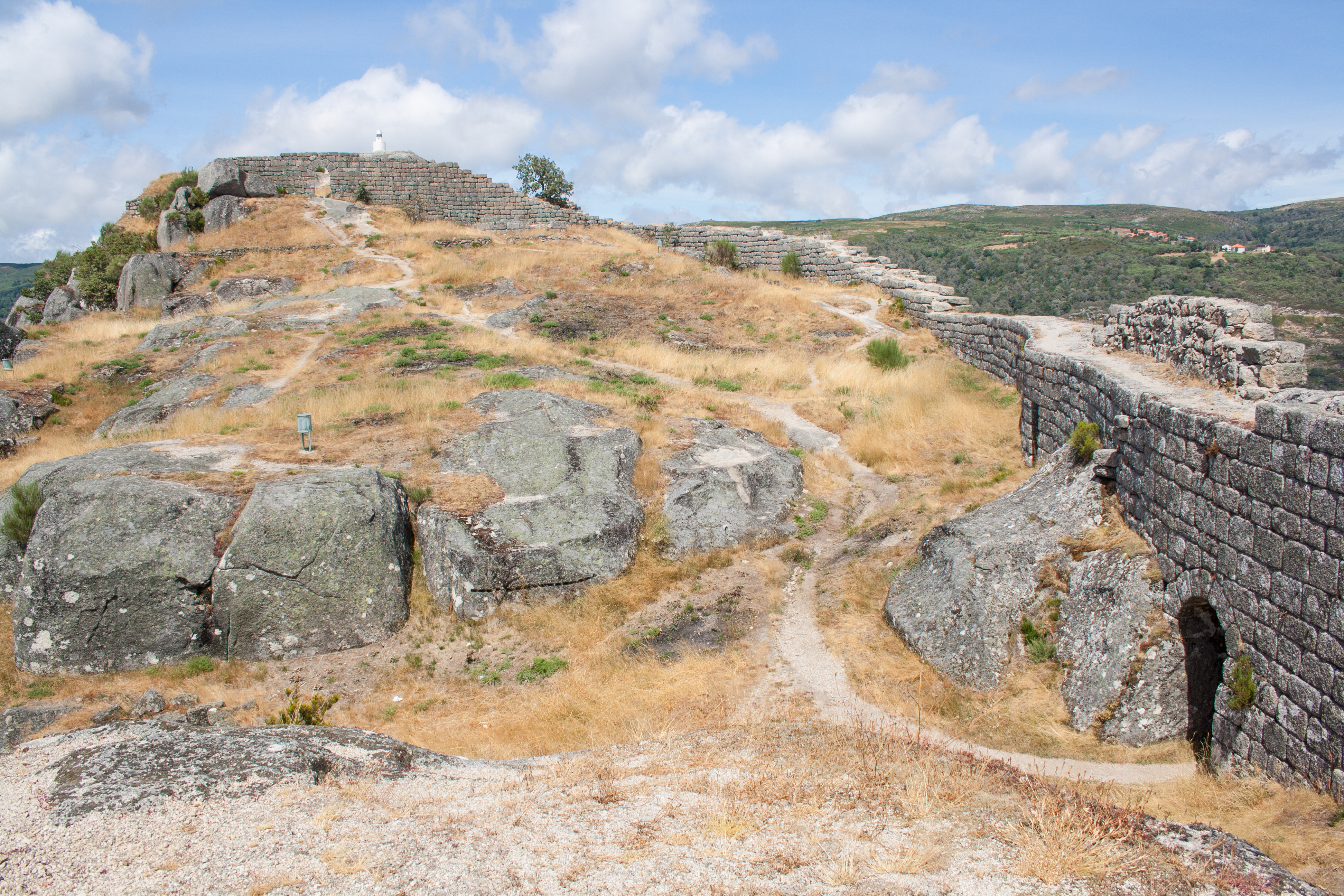
Castelo de Castro Laboreiro

#### Incursões vikings
Ainda durante o século IX e X, a população raiana não viveu tempos de paz, sendo também vítima de ataques, saques e raptos realizados por várias embarcações vikings que incursaram por várias ocasiões pelo Rio Minho, deixando como prova disso vários exemplares de esculturas de dragões e outras figuras, pertencentes à mitologia nórdica, nos locais onde atracavam e construíam os seus portos ou acampamentos provisórios, nomeadamente nas margens do Rio Minho, em Monte Prado.

#### Condado Portucalense

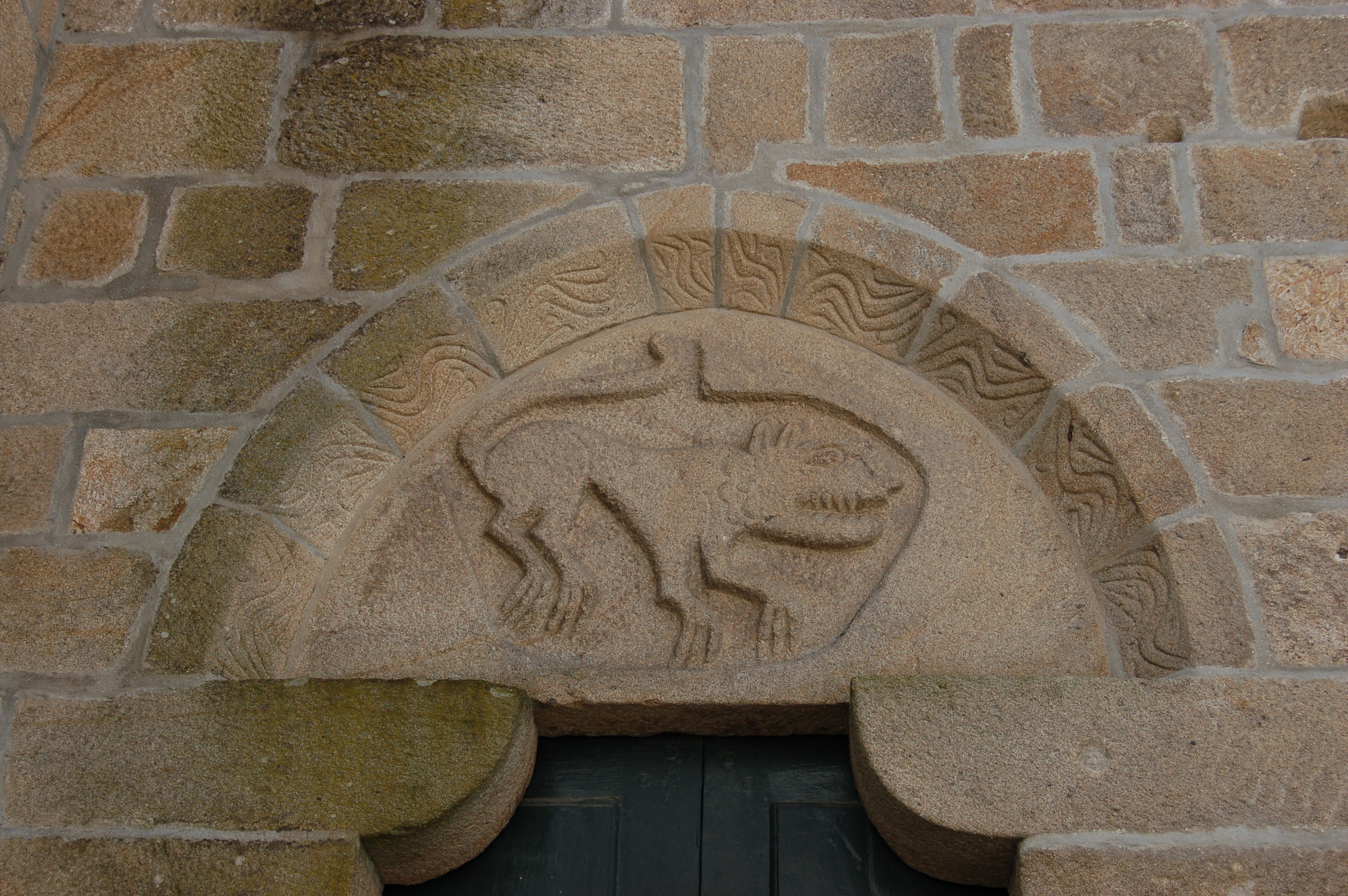
Tímpano medieval da Igreja Matriz de Melgaço

Com a presúria de Vímara Peres (820-873), em 868, sucedeu-se um intenso trabalho de repovoação entre a região do Minho e do Douro, auxiliado por cavaleiros cristãos de diversas nacionalidades, que receberam vários títulos e o encargo de senhores de diversas terras em troca de as protegerem caso os muçulmanos voltassem a atacar, como o conde Hermenegildo Guterres (842-912), também referido como Mendo Guterres, avô de São Rosendo, que erigiu sob um castro antigo o Castelo de Castro Laboreiro, ou o cavaleiro Soeiro Aires (1140-1179), que recebeu o domínio de Alvaredo e Valadares. Sob um novo regime feudal, Melgaço tornou-se então parte integrante do Condado Portucalense, sendo um dos principais pontos de acesso do Reino da Galiza para o condado e um importante marco na rota de mercadorias e mantimentos para a linha da frente das forças militares cristãs. Posteriormente, entre 1144 e 1145, os mouros ocuparam o Castelo de Castro Laboreiro, sendo reconquistado um ano depois pelas tropas lideradas por D. Afonso Henriques (1109-1185).

#### Reino de Portugal

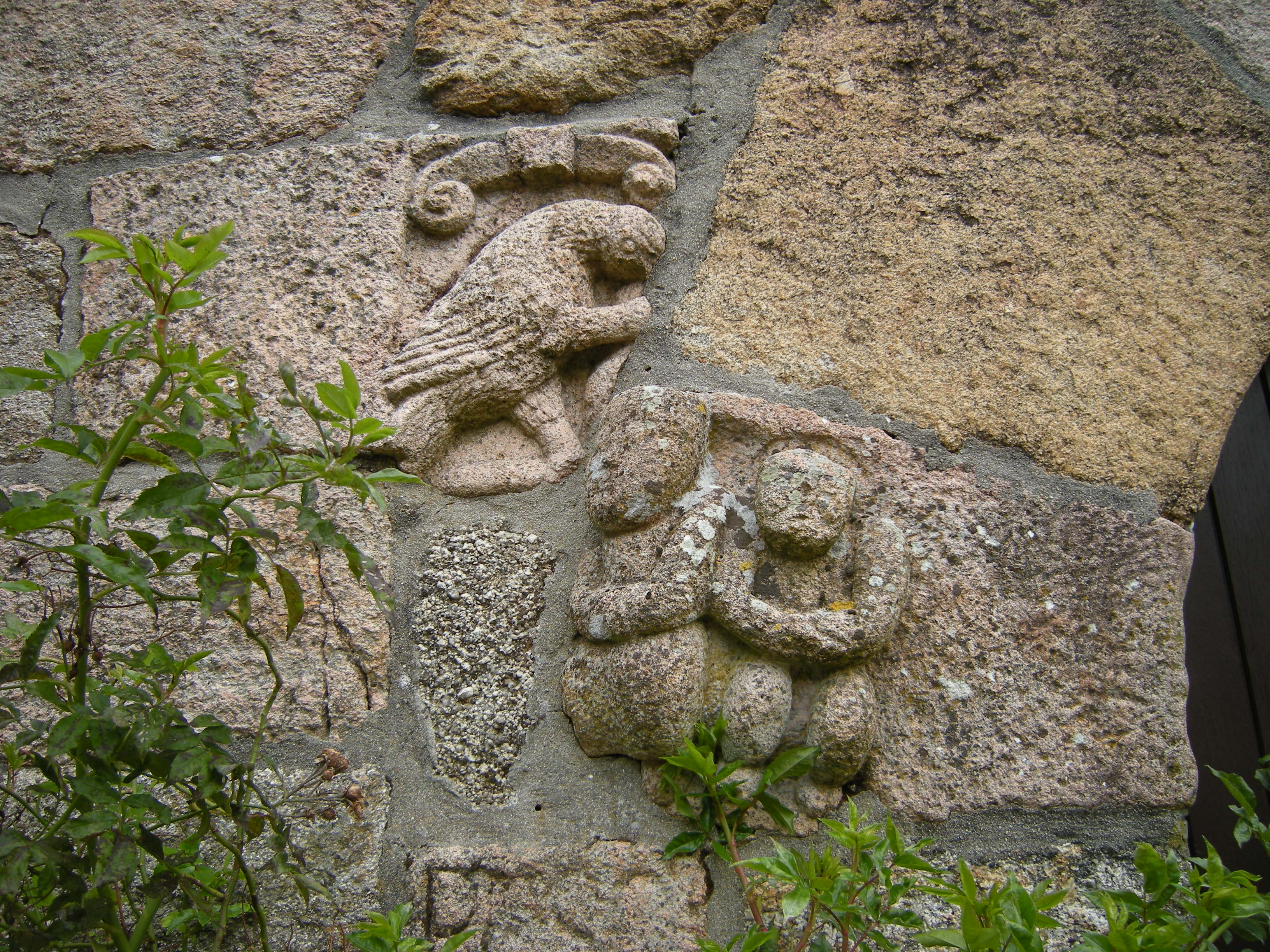
Detalhes na Igreja de São João Baptista em Lamas de Mouro

Durante a guerra da independência que gerou o Reino de Portugal, Melgaço e Castro Laboreiro tomaram partido de D. Afonso Henriques contra o Reino de Leão, tomando o Castelo de Castro Laboreiro com a ajuda dos populares e das freiras beneditas de Paderne, a quem lhes foi concedido couto próprio. Anos depois, o Castelo de Melgaço começou a ser construído em 1170, por ordem da coroa portuguesa e com o apoio dos mosteiros de Longos Vales e de Fiães. Recebendo o seu primeiro foral em 1183, o qual garantia aos seus habitantes privilégios semelhantes aos que gozava o feudo galego de Ribadavia, a localidade tornou-se então no ponto mais setentrional do país, passando a integrar a linha fronteiriça dos domínios de Portugal.

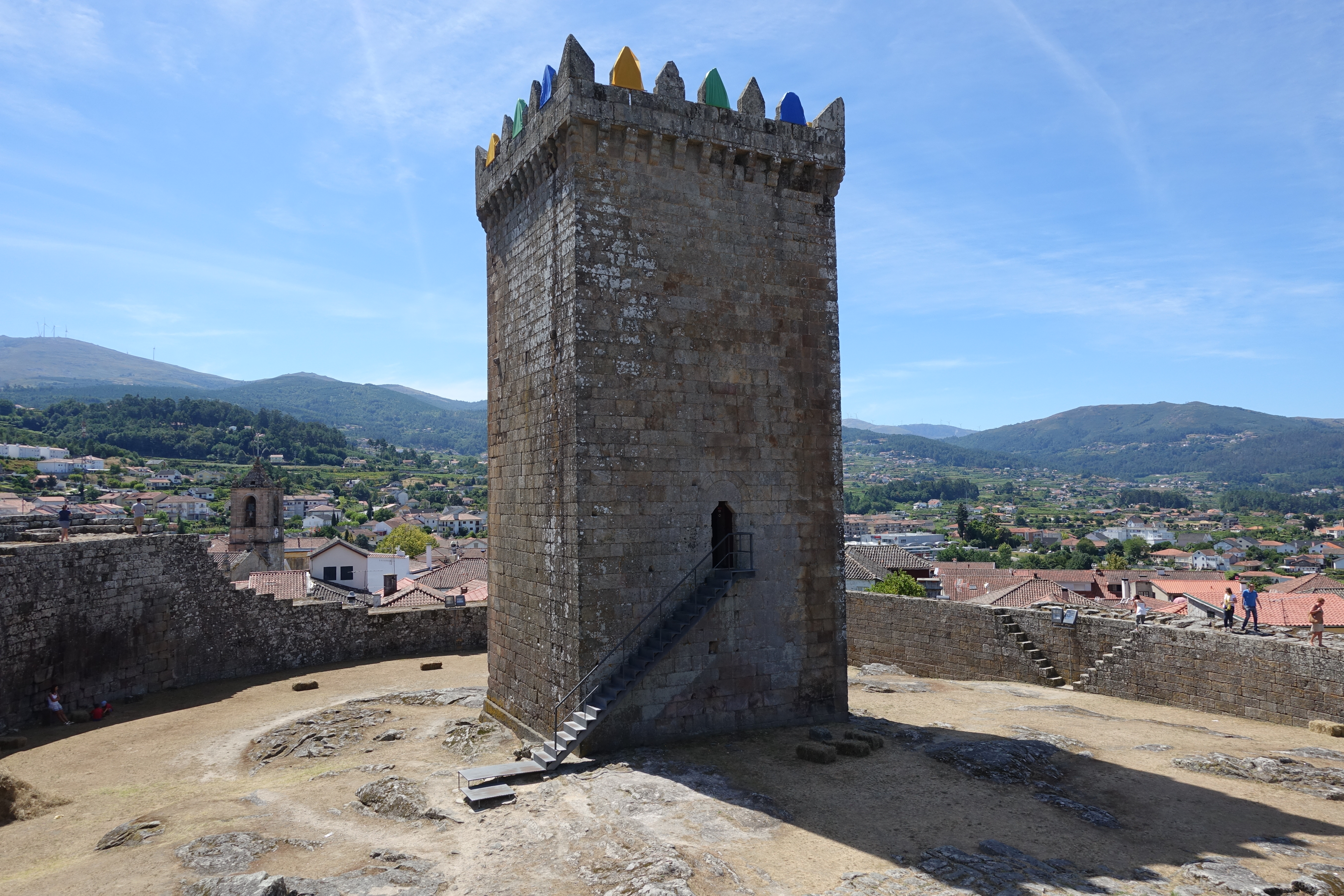
Castelo de Melgaço

Progredindo desde então, a alcaidaria de Melgaço e de Lapela, em Monção, recaiu sobre a alçada do cavaleiro e morgado Lourenço Gonçalves de Abreu (1100-1141), permanecendo na família Gomes de Abreu durante a primeira dinastia portuguesa, sendo ainda atribuído o cargo do primeiro juiz ordinário da localidade a Iohannes Bezerrus no reinado de D. Afonso Henriques. Com a forte influência das ordens religiosas na região, nomeadamente da Ordem de Cister, São Bento e de Santo Agostinho, nesse mesmo ínterim, fundaram-se inúmeras igrejas, conventos, mosteiros e ermidas de estilo românico.

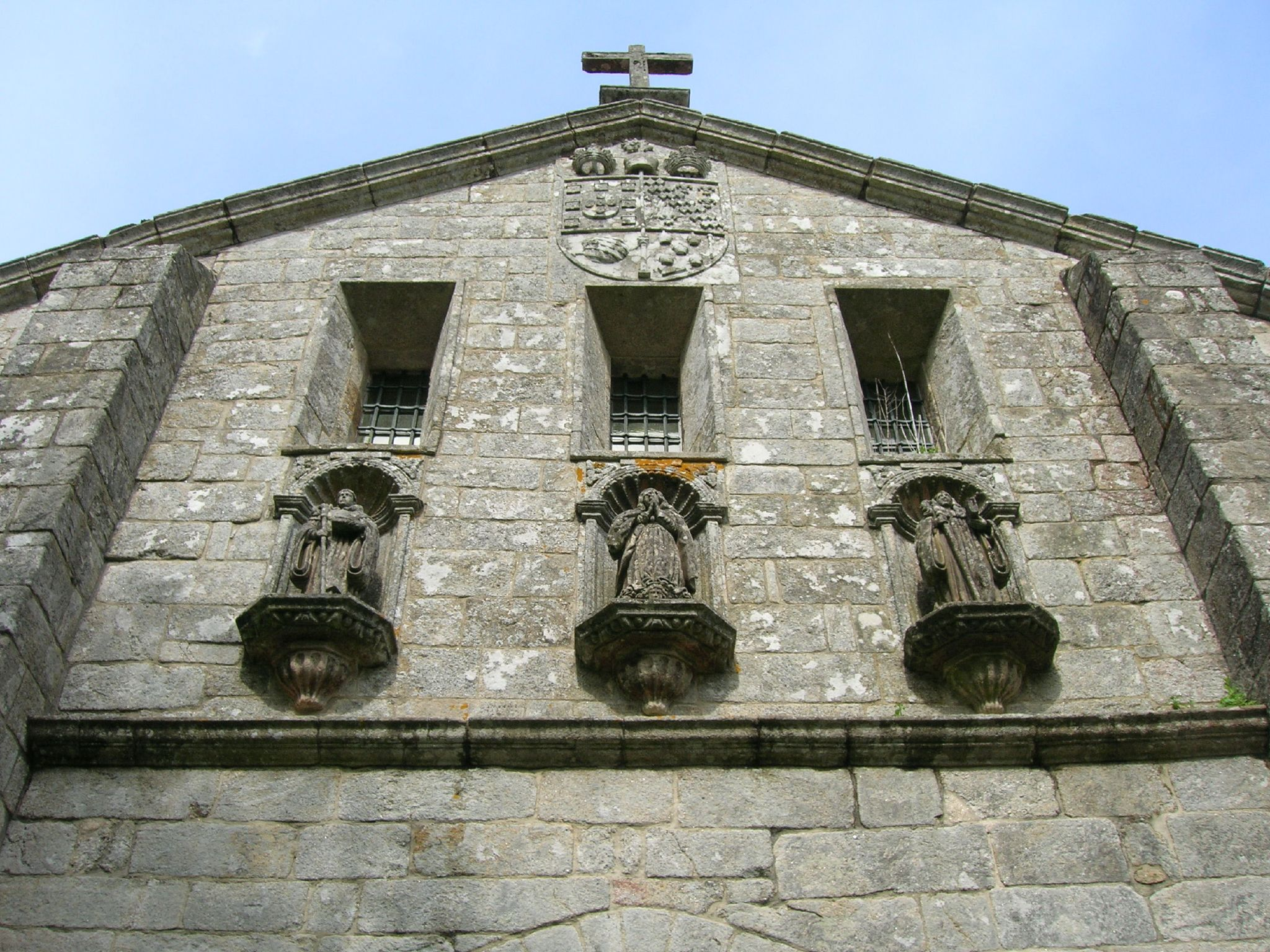
Mosteiro e Igreja de Fiães

No século XIII, a localidade minhota fez novamente frente à invasão das forças do Reino de Leão no contexto da disputa entre D. Afonso II (1185- 1223) e suas irmãs, recebendo uma carta de confirmação do seu estatuto em 1211, como agradecimento. Após a batalha, estando a povoação a progredir e a crescer fora das primeiras linhas defensivas, durante o reinado de D. Sancho II (1209-1248) e com, novamente, o apoio financeiro do Mosteiro de Fiães, iniciou-se a construção da cerca da vila, como meio de defesa contra futuras incursões das forças leoneses. Em 1258, por ordem de D. Afonso III (1210-1279) foi atribuído um novo foral à vila, que previa a escolha do alcaide-mor por nomeação régia, contudo devido aos protestos da povoação, este foi revogado e promulgou-se outro, semelhante ao que fora atribuído por D. Afonso Henriques décadas antes, com algumas pequenas diferenças relativas aos valores monetários dos impostos reais.

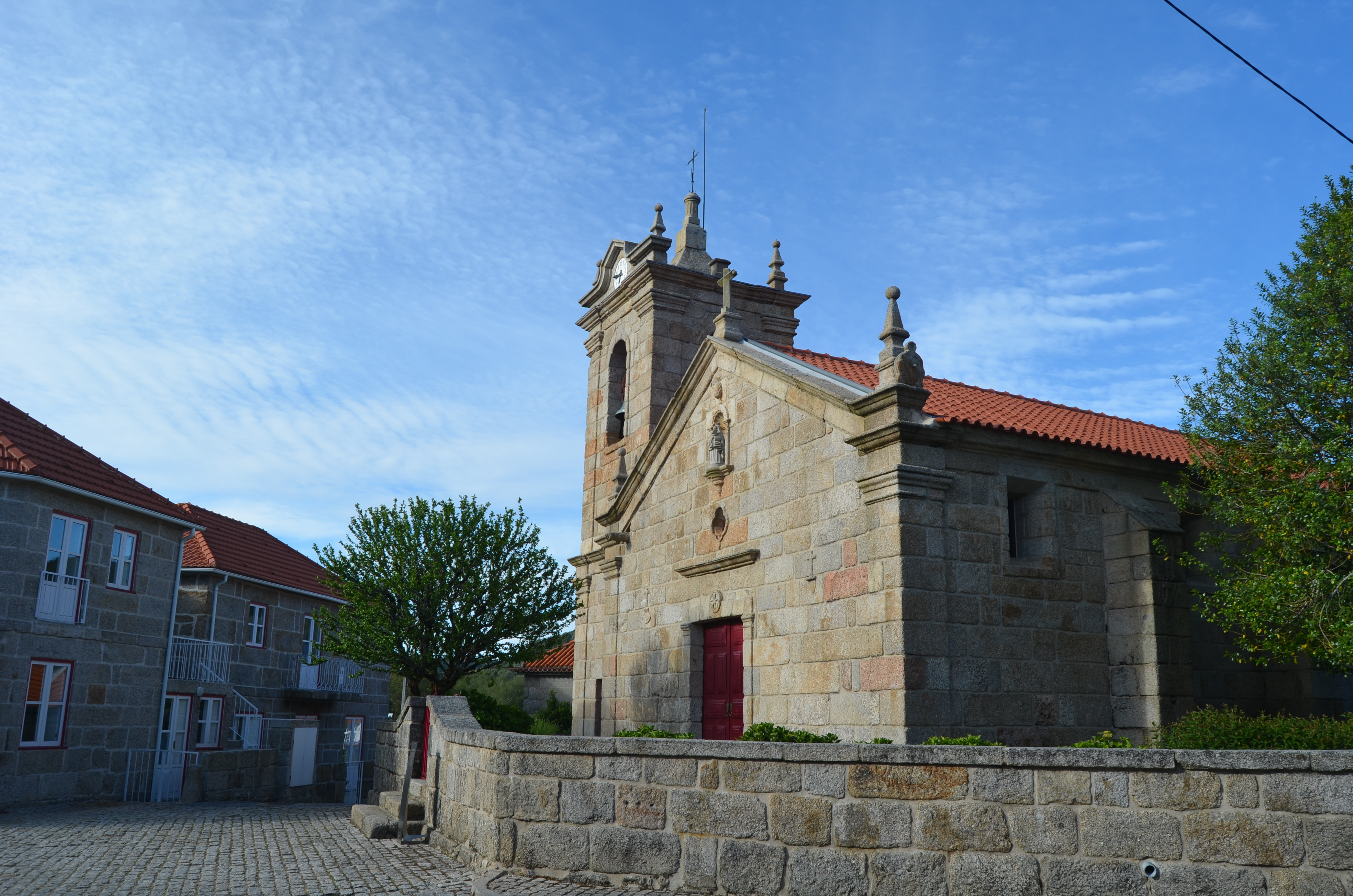
Igreja Matriz de Castro Laboreiro

Durante o século XIV, vários eventos marcaram a história da vila minhota: a partir de 1361 o trânsito entre Portugal e a Galiza era realizado obrigatoriamente e mediante o pagamento de uma portagem por Melgaço, sendo ainda erigida uma leprosaria e gafaria perto do posto de vigia da fronteira, para conter o risco de contaminação de doenças, revelando a sua importância à época; durante o reinado de D. Fernando I (1345-1383) foi construído um fosso em redor das primeiras muralhas da vila, apenas descoberto no século XXI, durante as escavações arqueológicas realizadas na Praça da República; e no contexto da crise de 1383-1385, a povoação melgacense seguiu a tendência do norte de Portugal, optando por apoiar D. Beatriz de Portugal (1373-1419) e João I de Castela (1358-1390) na sucessão da coroa portuguesa. Este último evento, originou no início de 1387, um intenso cerco à vila, governada pelo alcaide de Melgaço e senhor de Fornelos Álvaro Pais Sotto-Maior (1335-?), pelas tropas portuguesas sob o comando de D. João de Avis (1357-1433), vindo a cessar quase dois meses depois com a vitória dos apoiantes do futuro rei D. João I. Fruto desse episódio, surgiu a lenda da heroína minhota Inês Negra. Após o conflito, a alcaidaria da vila foi entregue a João Rodrigues de Sá, "o das Galés” (1355-1425), passando posteriormente para o cavaleiro galego Diogo Gonçalves de Castro (1360-?), permanecendo o cargo na família Castro, familiares de D. Inês de Castro (1325-1355), durante várias gerações.

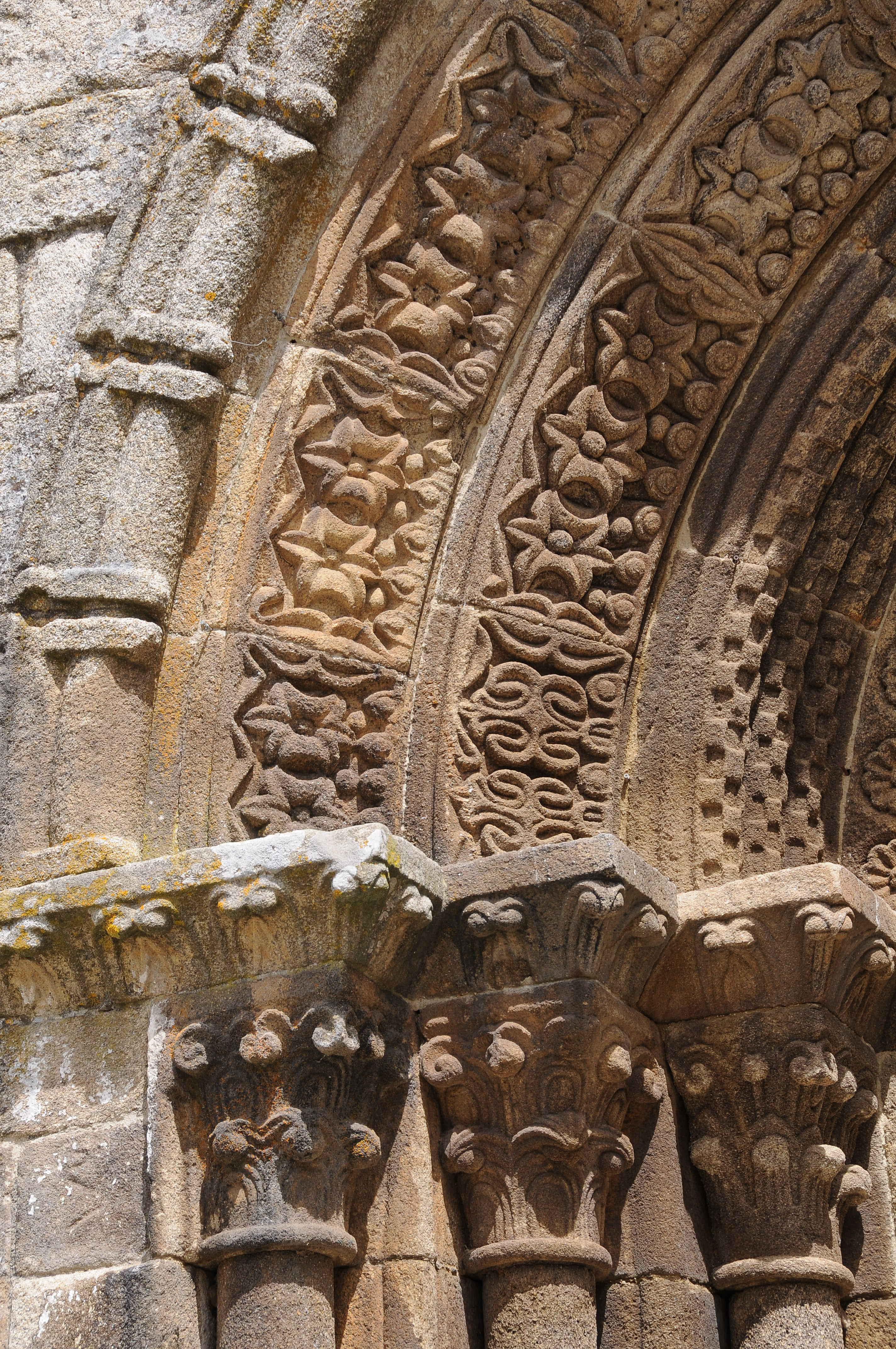
Detalhe da Igreja e Convento de Paderne

No século XV, após uma carta ter sido redigida pelos procuradores de Melgaço ao rei D. Afonso V (1432-1481), foi atribuída uma isenção de portagem para os moradores e feirantes de Melgaço e Castro Laboreiro, entendendo que a comunidade minhota vivia não só do comércio com a Galiza, mas como terra raiana, também possuía um carácter único de proximidade, nomeadamente familiar, com o outro lado da fronteira, assim estimulando a economia local. Através de vários documentos e cartas de privilégios outorgadas pelo rei, constata-se que as mercadorias mais transacionadas na fronteira, à época, eram bens alimentares (pão, vinho, carnes, pescado, sal e gado) e minérios (ouro, prata, moeda, ferro e aço). Em 1492, durante os últimos anos do reinado de D. João II (1455-1495), Melgaço era um dos cinco lugares de passagem obrigatória facultada para o ingresso dos judeus sefarditas em fuga ou expulsos pela Inquisição Espanhola, mediante algumas condições, tais como o pagamento de um imposto, ficando algumas famílias de origem judaica aí a residir, nomeadamente em aldeias isoladas na zona montanhosa, onde deixaram descendência, conhecidos na gíria popular como "rabudos" (palavra de origem galega para descrever os seguidores de rabinos), se converteram ao cristianismo ou foram mais tarde expulsos ou julgados com a implementação da Inquisição Portuguesa em 1536.

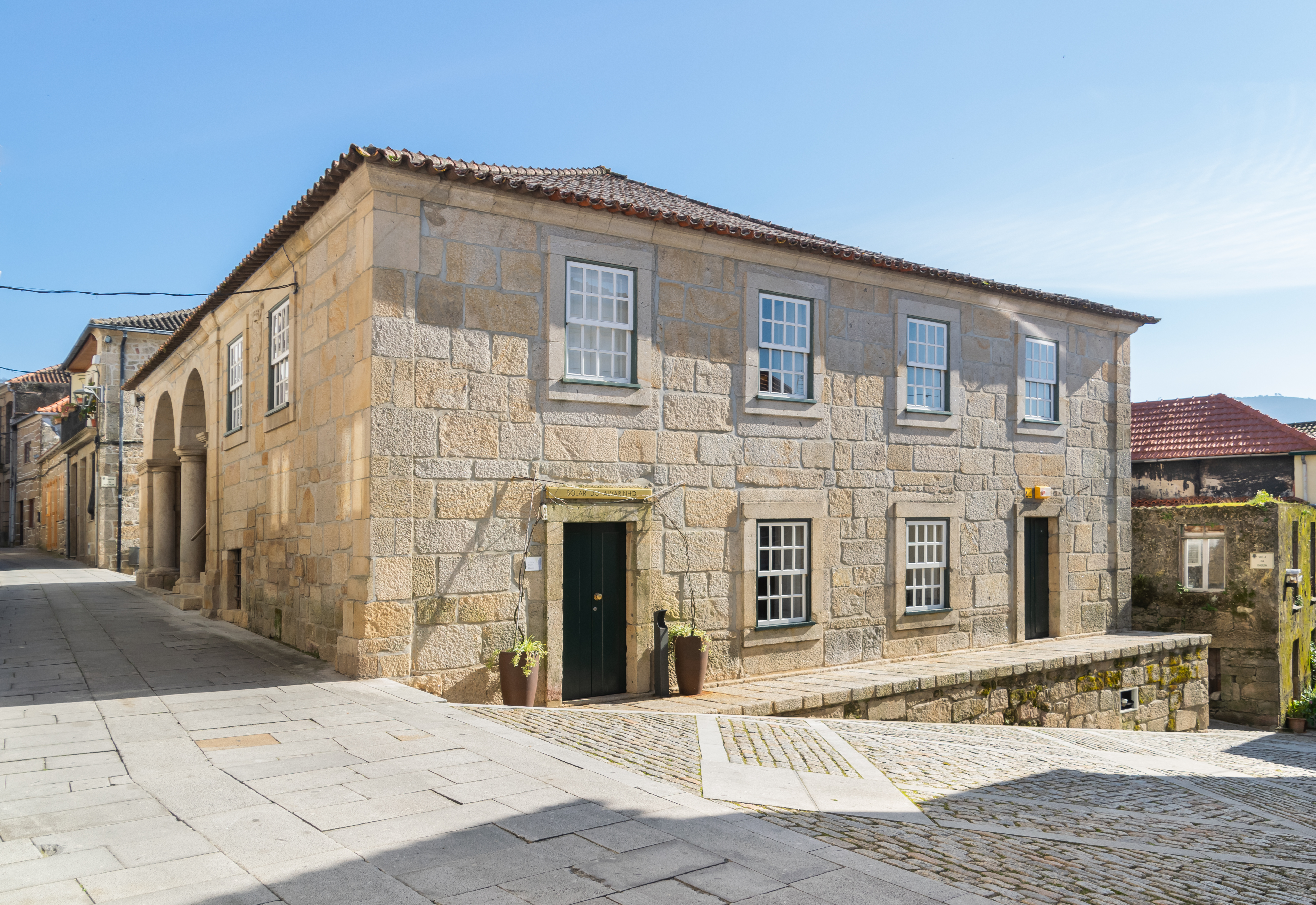
Casa dos Três Arcos (antiga cadeia e tribunal, atual Solar do Alvarinho)

Revelando o alto estatuto e riqueza dos senhores da região minhota, durante o reinado de D. Manuel I (1469-1521), foram construídos imponentes solares, como os da Quinta da Calçada ou da Quinta do Reguengo, inseridos na região vinícola e agrícola de Melgaço, onde se produzia desde a época romana vinho verde e milho, e através da iniciativa benemérita da rainha D. Leonor (1498-1558) foi criada a Santa Casa da Misericórdia de Melgaço, sendo ainda providenciado um hospital para a povoação. Durante o mesmo período foram também realizadas, por ordem régia, novas ampliações nas barbacãs, retratadas pelo arquiteto Duarte de Armas na sua obra "Livro das Fortalezas".

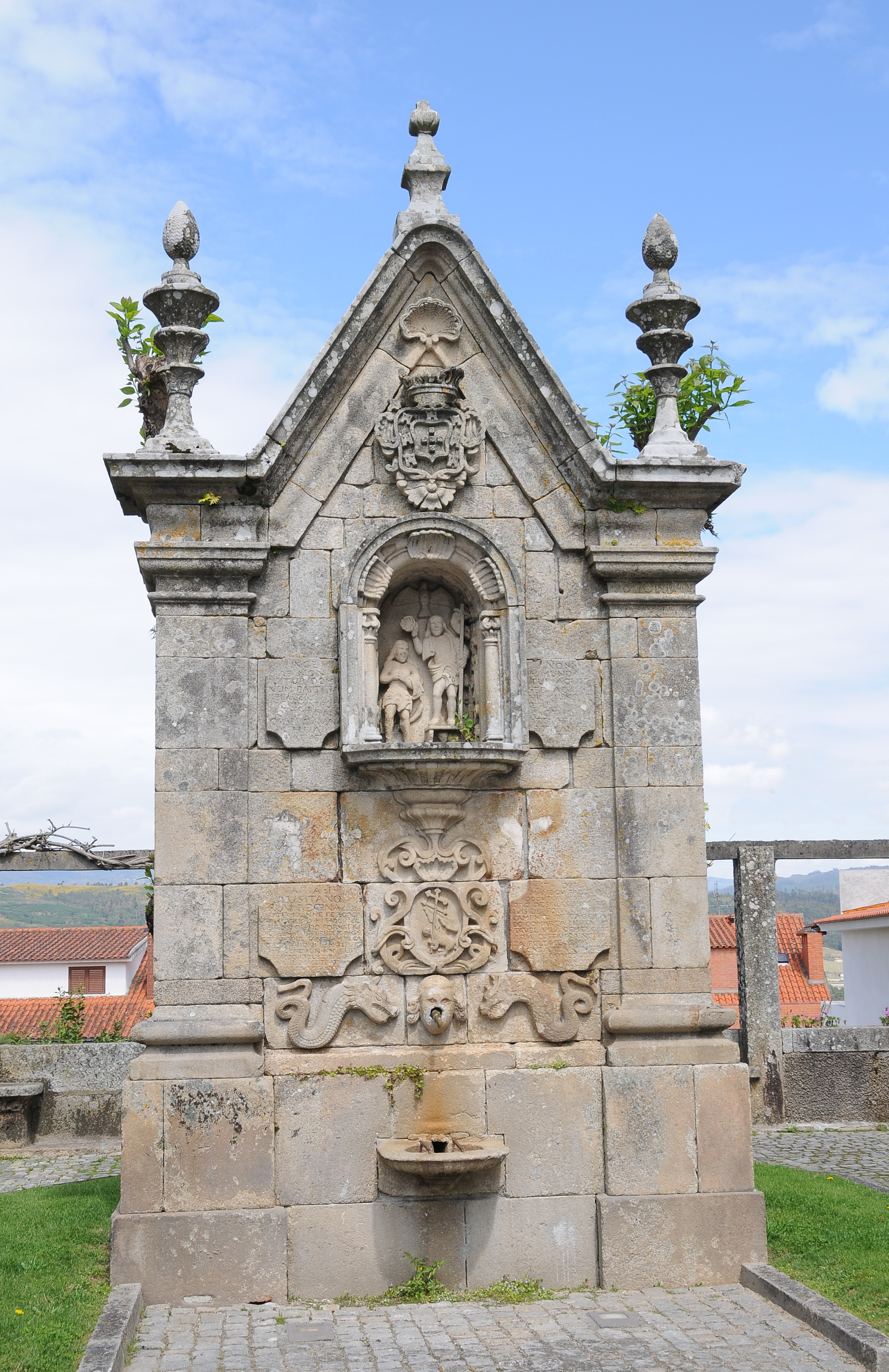
Fonte de São João

No século XVII, no contexto dos vinte e oito anos da Guerra da Restauração, várias operações militares decorreram no concelho, sobretudo ao longo da fronteira do Rio Trancoso, no Castelo de Castro Laboreiro, deixando a fortaleza bastante danificada, e na chamada raia seca, onde ocorreram vários saques, roubos de gado e confrontos, sobretudo na forma de escaramuças, entre populares melgacenses e das povoações vizinhas galegas que se vingavam durante a noite ao incendiar as aldeias ora de um lado da fronteira, ora do outro. Ainda durante o mesmo período, em 1641, 1657 e 1666, o Castelo de Melgaço sofreu vários ataques, resistindo sempre às investidas espanholas, graças às constantes inovações e intervenções arquitetónicas e militares realizadas ao longo dos séculos na fortificação medieval.
No início do século XVIII, com o fenómeno da corrida ou febre do ouro no Brasil, ocorreu um enorme surto migratório, sobretudo para Minas Gerais, Santa Catarina e Mato Grosso, sendo a maior parte da imigração realizada por portugueses originários do Minho, muitos provenientes de Melgaço. Ainda à época, considerada como uma das principais defesas da fronteira do Alto Minho, por ocasião da Guerra Fantástica, a participação de Portugal na Guerra dos Sete Anos ocorrida entre 1756 e 1763, e mais tarde com o crescente receio de um ataque gerado pelos eventos da Revolução Francesa, o concelho minhoto tornou-se num crucial quartel militar, sendo edificadas várias construções, tais como um reduto de defesa perto do rio Minho, registado nos escritos do engenheiro Custódio José Villas-Boas.
A 9 de junho de 1808, durante a primeira invasão francesa, após a fuga do príncipe regente e da corte portuguesa para o Brasil e com uma nova ameaça de uma segunda invasão francesa sob o comando do Marechal Soult pela região do Minho, liderados por António Maria Mosqueira de Lira, nobre galego que se opunha ao domínio de José Bonaparte em Espanha, Caetano José de Abreu Soares, nobre português e cavaleiro da Ordem Militar de Sant'Iago da Espada, Filipe António de Freitas Machado, corregedor e juiz de fora de Melgaço, e António de Castro Sousa Meneses Sarmento, nobre português descendente dos alcaides da família Castro, os melgacenses reuniram-se no campo da feira, onde acederam ao pedido de D. João VI (1767-1826), aclamando a independência de Portugal e o direito régio da coroa portuguesa contra as forças napoleónicas que tentavam ocupar o país. A 12 de junho, o clima de festa terminou abruptamente com a notícia de que as tropas inimigas encontravam-se na Caniça e Arbo, povoações fronteiriças com Melgaço, e que a resistência galega havia sofrido uma pesada derrota nas batalhas das pontes de Mouretán e As Achas, obrigando toda a povoação a deslocar-se para a praça de armas, onde se ergueu a bandeira vermelha. Confrontados com um rumor que dava conta de que era um falso alarme, alguns populares recusaram-se a baixar as armas, sendo mais tarde interpelados por Matias de Sousa e Castro, tenente do regimento de Valença, que partiu para a vila e ordenou que esta fosse retirada por poder provocar os franceses, levando-os a destruir tudo à sua passagem. Por ordem do juiz de fora, a bandeira permaneceu hasteada, gerando-se um motim contra o tenente de Valença que fugiu a cavalo. Fruto desses eventos, Filipe António de Freitas Machado recebeu uma carta de Pierre François Marie Lagarde, intendente geral da polícia francês, que o condenava por não apoiar a causa de Napoleão Bonaparte e a ocupação de Junot.

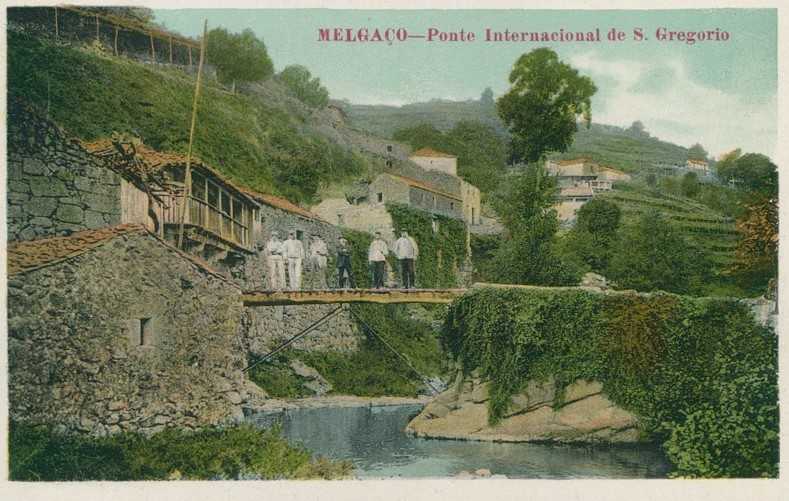
Ponte Internacional de São Gregório, em Melgaço, retratada num postal do início do século XX

Quase trinta anos depois, durante as Guerras Liberais ou Guerra Civil Portuguesa, entre 1832 e 1834, tal como quase toda a nobreza do Norte de Portugal, também em Melgaço se tomou partido da pretensão à coroa por D. Miguel I (1801-1866) contra o seu irmão D. Pedro IV (1798-1834). Como tal, durante a guerra e mesmo após, eram comuns as guerrilhas contra o liberalismo, espalhando o terror na região, sendo os ataques mais icónicos liderados pelos pistoleiros e salteadores miguelistas e carlistas melgacenses Tomás das Quingostas (1808-1839) e Domingos Bailão.

Durante o mesmo período, prolongando-se até ao fim do século, foi registado o retorno de vários portugueses que haviam emigrado décadas antes para o Brasil. Aqueles que conseguiram fazer fortuna, construíram as primeiras casas com influência no estilo colonial brasileiro no concelho, possuindo elementos neoclássicos e barrocos, denominadas na região como casas dos "emigrantes brasileiros" ou ainda dos "brasileiros de torna-viagem", existindo nos dias de hoje exemplares bem conservados e restaurados como a Vila Solheiro, situada em Galvão, Vila e Roussas, ou a Casa Branca e a Casa Azul, em Cristóval.

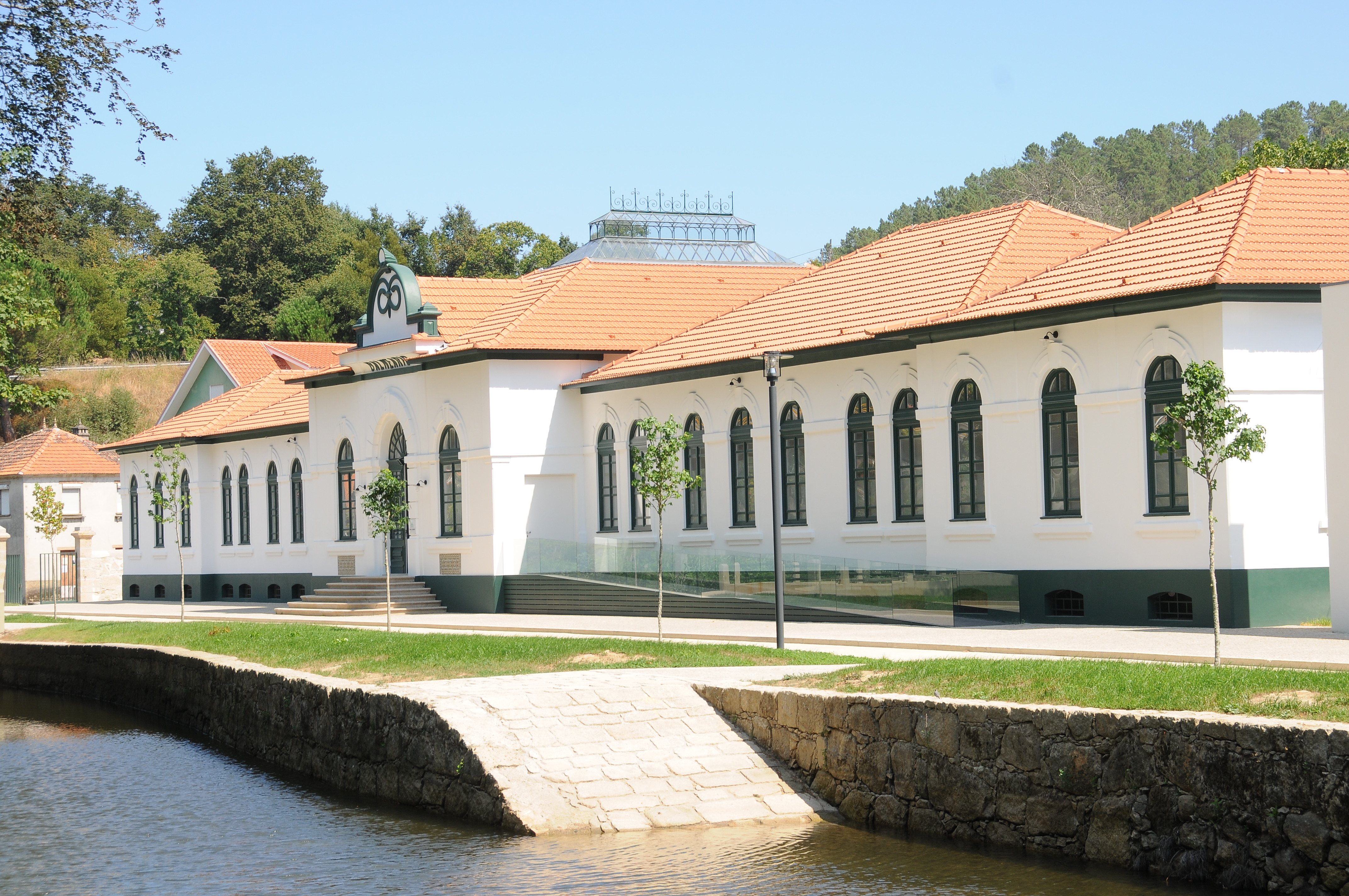
Parque Termal do Peso

Ainda no final do século XIX foram descobertas propriedades terapêuticas das águas das nascentes do Peso, sendo consideradas milagrosas e curativas para o tratamento de várias doenças, começando a sua extracção em 1884.
Até então, o concelho de Melgaço era apenas abrangido pela antigas freguesias de Santa Maria da Porta (Vila), Roussas, São Paio, Remoães, Paços, Chaviães e Cristóval, sendo Paderne e Fiães coutos com jurisdição própria, pertencentes aos mosteiros que aí existiam. Com a extinção das ordens religiosas e a reestruturação dos concelhos durante o reinado de D. Pedro IV, as freguesias de Paderne e Fiães passaram a pertencer ao concelho melgacense, tal como Castro Laboreiro, que deixou de ser concelho próprio, ou Alvaredo, Penso, Gave, Lamas de Mouro e Parada do Monte, que pertenciam ao extinto concelho de Valadares.

#### República portuguesa

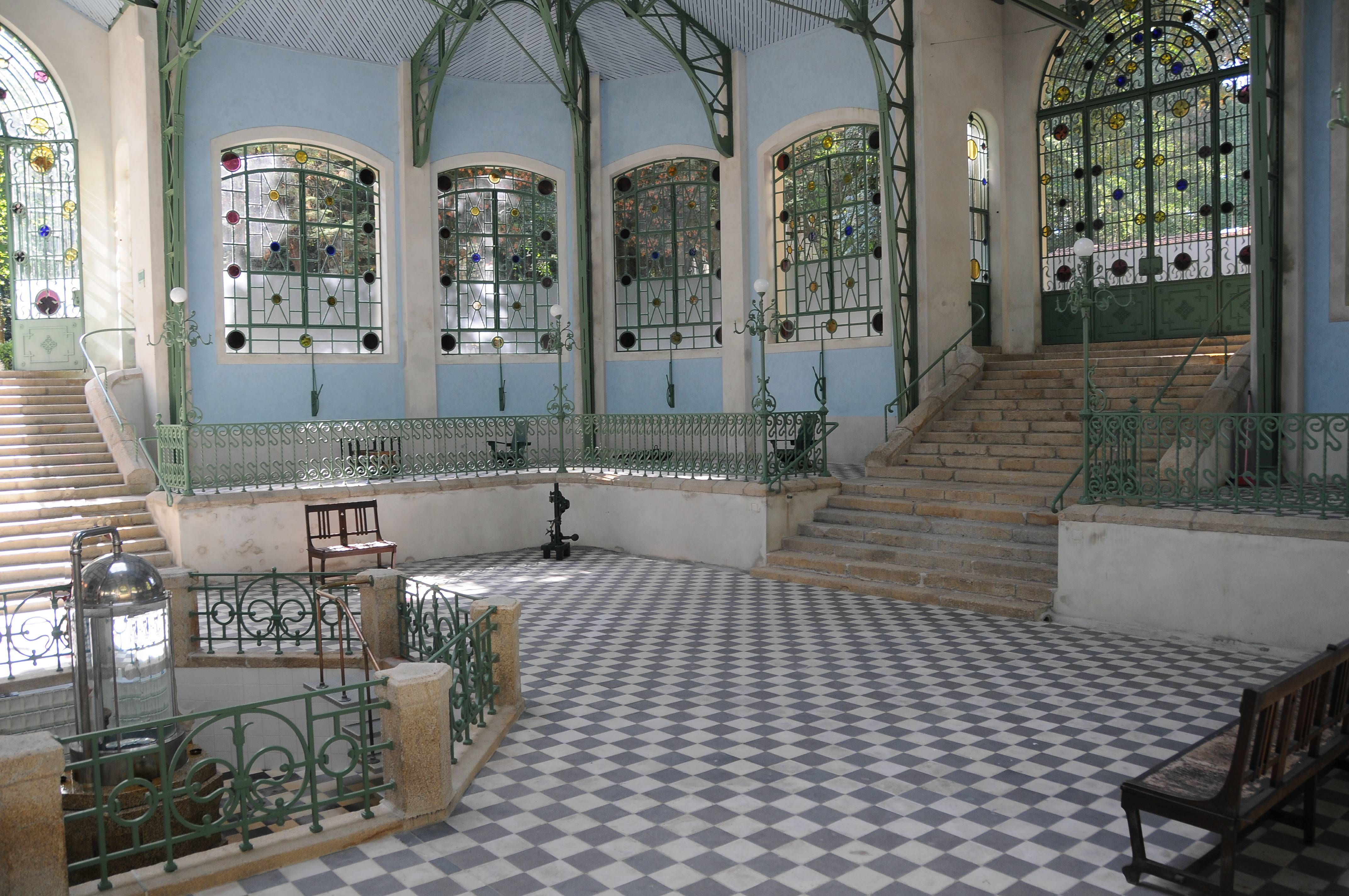
Parque Termal do Peso

Com o virar do século e a criação do Parque Termal do Peso, Melgaço começou a atrair vários utentes de várias localidades do Norte de Portugal, da Galiza, e até de Lisboa, desenvolvendo simultaneamente a economia local com a criação de imponentes unidades hoteleiras e do primeiro animatógrafo na região. Pouco depois, com a queda da Monarquia Portuguesa e a Revolução Republicana de 5 de Outubro de 1910, durante a Primeira República Portuguesa vários edifícios de Melgaço foram elevados a Monumentos Nacionais, como a Capela de Nossa Senhora da Orada ou o Castelo de Melgaço, valorizando o património do município.

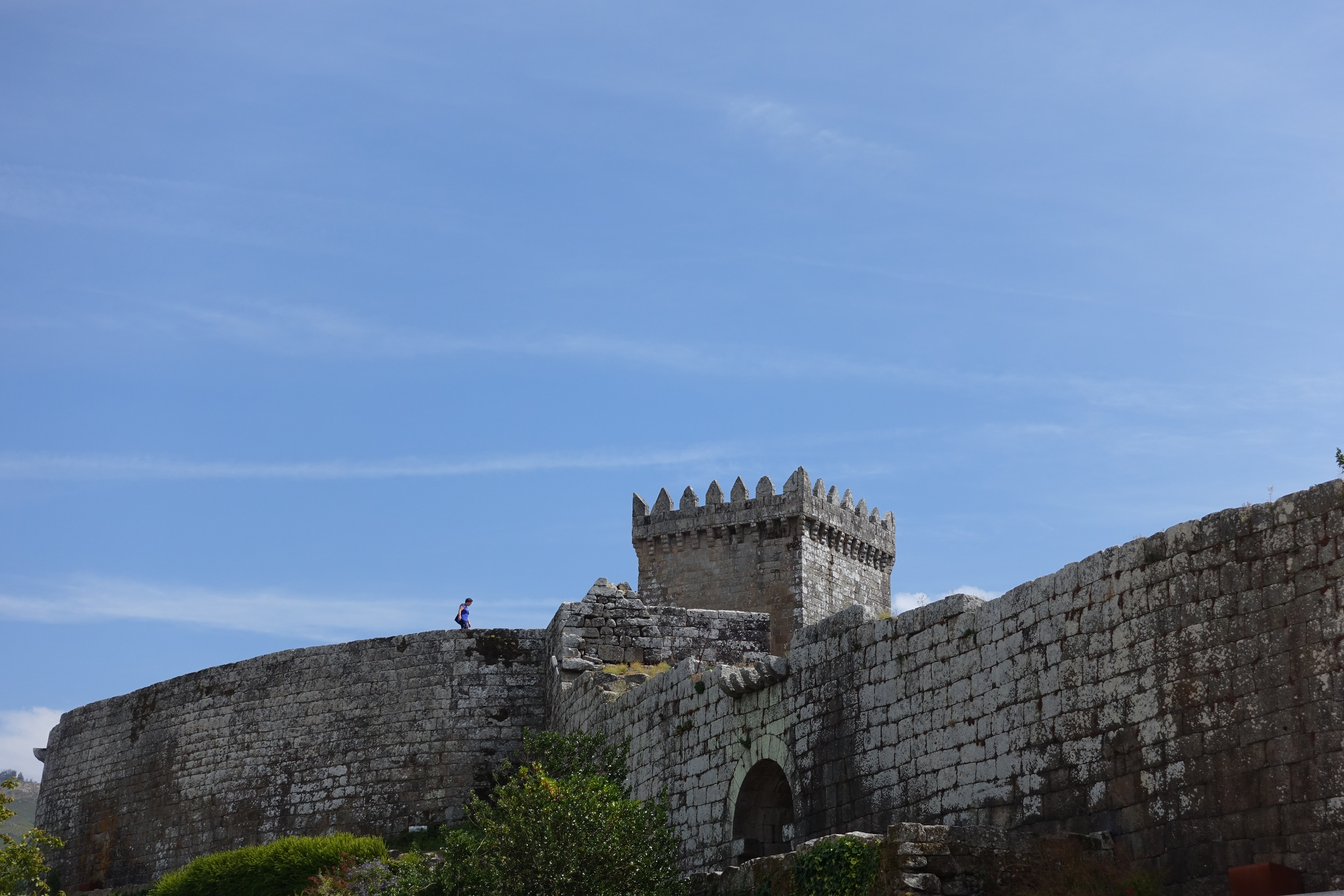
Muralhas de Melgaço

Com a participação do Corpo Expedicionário Português e do Corpo de Artilharia Pesada Independente na Primeira Guerra Mundial, 73 homens naturais de Melgaço partiram para Brest e posteriormente para Flandres, com idades compreendidas entre os 21 e os 27 anos de idade, sendo integrados em várias baterias de metralhadoras e regimentos de infantaria, como a conhecida Brigada do Minho. Dos jovens melgacenses enviados para a guerra, dez pereceram devido a doença ou em combate, nomeadamente na batalha de La Lys, sendo sepultados no Cemitério Militar Português de Richebourg, e nove foram capturados e levados para campos de prisioneiros na Alemanha, onde permaneceram até ao fim da guerra.
Durante as várias crises políticas que geraram o fim da Primeira República, a Primeira Guerra Mundial, a pandemia da gripe espanhola e os surtos de tuberculose, Portugal entrou numa profunda crise económica, agravada por uma elevada inflação e a consequente desvalorização da moeda nacional. Como resposta à falta de dinheiro, gerada também pela escassez de bronze para o cunho das moedas, em Melgaço foram criadas, por vários estabelecimentos privados, várias cédulas fiduciárias que ilustravam a região, servindo de propaganda turística para a localidade para além de moeda de troca e compra de bens, tentando auxiliar e estimular a economia local. Durante o mesmo período, fruto das extremas dificuldades em que as famílias da região viviam, para além de ter sido registada uma elevada mortalidade no município devido à pneumónica, uma nova vaga de emigração surgiu no município, levando muitos melgacenses a partir para países que se tentavam erguer no período pós-guerra e precisavam da mão de obra, como França, ou países de proximidade linguística, como o Brasil, fixando-se maioritariamente nas cidades de São Paulo e Rio de Janeiro.

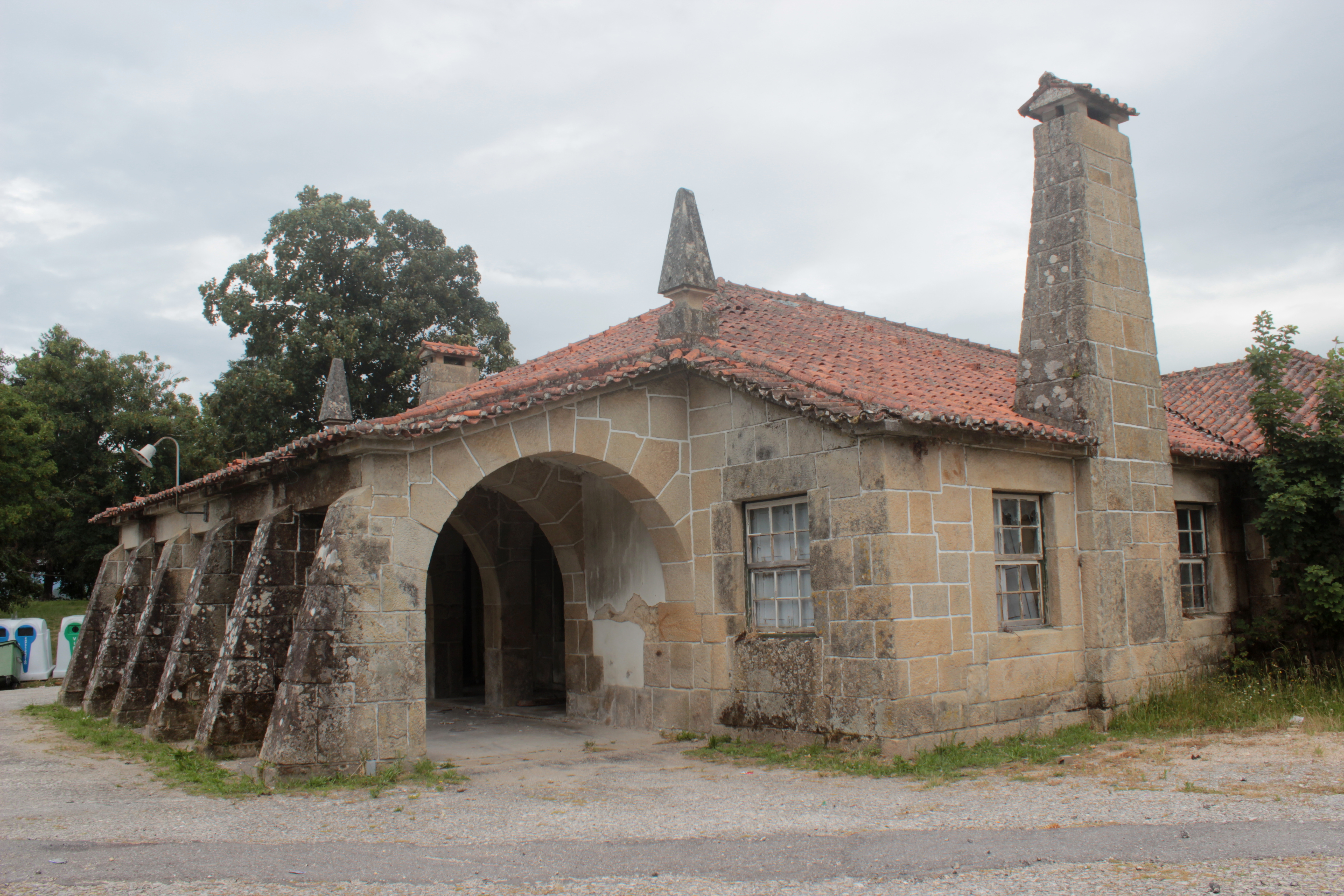
Antigo posto da Guarda Fiscal em São Gregório

Com a implementação do Estado Novo e o despoletar da Guerra Civil Espanhola, a localidade, que ainda vivia tempos difíceis, testemunhou a origem de um dos marcos mais intrínsecos do município: o contrabando de bens alimentares e materiais com a Galiza. Este fenómeno, que surgiu inicialmente como forma de subsistência e resistiu até aos anos 70, tornou-se na salvação e perdição de muitos melgacenses, implicando quase todas as famílias da região e até elementos da Guarda Fiscal, cuja sede se fixava no centro histórico da vila e possuía as delegações aduaneiras de Paranhão (Penso), São Martinho (Alvaredo), São Marcos (Alvaredo), Mourentão (Prado), Porto Vivo (Chaviães), Porto Paços (Paços), Cevide (Cristóval), Pousa Foles (Fiães), Porto Carreiro (Fiães), Alcobaça (Fiães), Castro Laboreiro, Portelinha (Castro Laboreiro), Ameijoeira (Castro Laboreiro) e São Gregório (Cristóval), onde ainda existe a antiga estação fronteiriça e as casas de fronteira. As trocas de bens ocorriam na fronteira, apelidada de raia solidária, e eram maioritariamente realizadas de noite, recorrendo a pequenas embarcações, conhecidas como batelas, quando era necessário atravessar o rio Minho, ou ainda ao uso de coletes e bolsos forrados com as mercadorias escondidas, para atravessar as montanhas, caso fossem interpelados pelos guardas fronteiriços, podendo vir a ser perseguidos a tiro ou cumprir pena de prisão. Os principais bens transaccionados eram café, açúcar, chocolate, sabão, tabaco, ouro, ferro, volfrâmio, marisco e até polvo da Galiza, importado sobretudo durante a quadra natalícia, mantendo assim a tradição local.

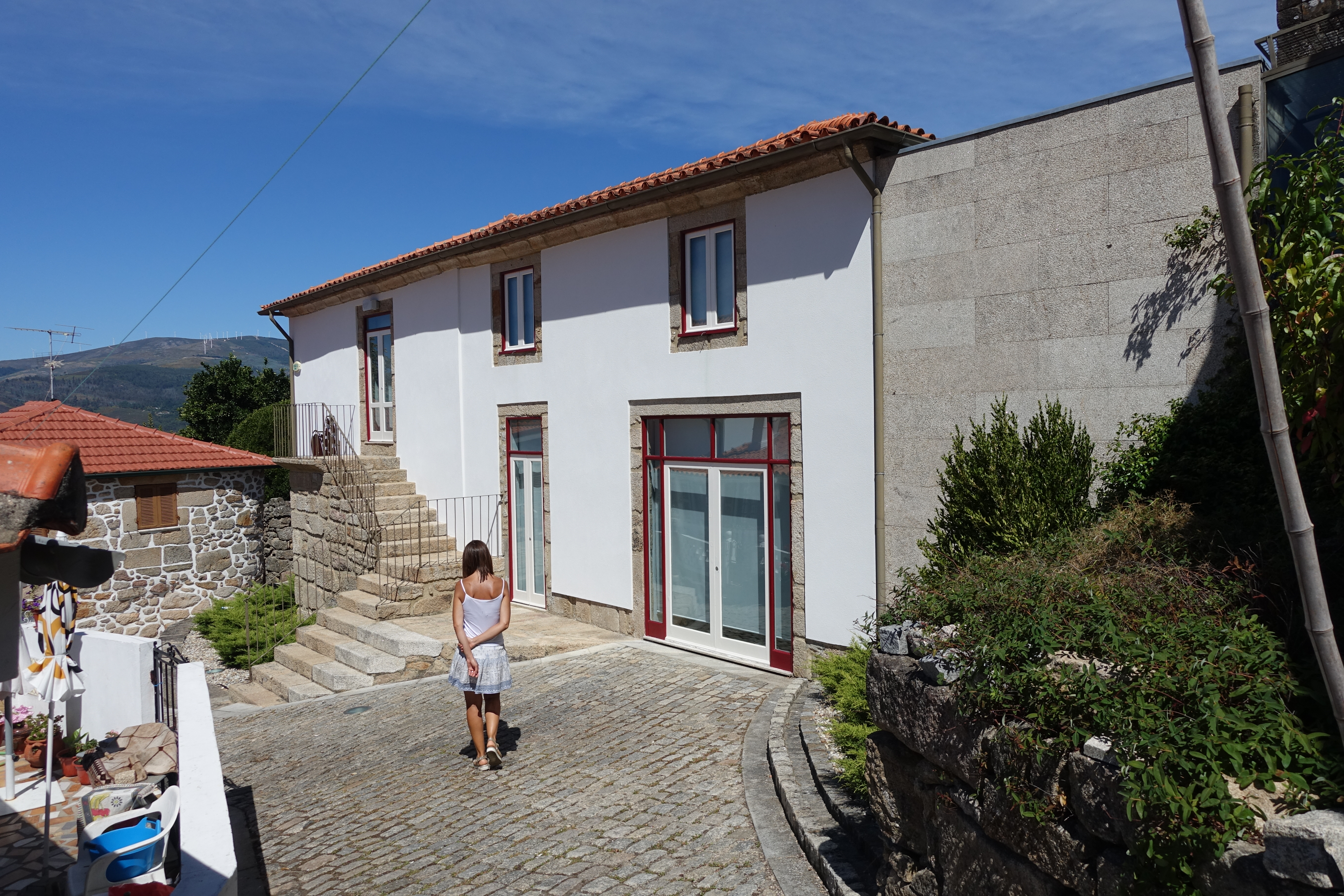
Antiga sede da Guarda Fiscal na Vila, actual Museu do Cinema de Melgaço

Ainda durante os anos 30, fruto da próxima relação que existia entre Melgaço e as povoações vizinhas, nos lugares mais isolados, alguns populares acolheram refugiados e soldados galegos, que fugiam do conflito e das tropas do General Franco, conseguindo alguns escapar temporariamente, auxiliados pelas redes clandestinas criadas pelos militantes do Partido Comunista Português, enquanto outros foram capturados pela Guarda Fiscal e a PVDE para serem entregues às forças franquistas ou falangistas e posteriormente encarcerados ou até mesmo fuzilados. Em contrapartida, os carabineiros e a Guarda Civil espanhola tinham instruções para entregar às autoridades portuguesas os militantes socialistas, comunistas, anarquistas e sindicalistas portugueses que se encontravam foragidos ou radicados na Galiza.

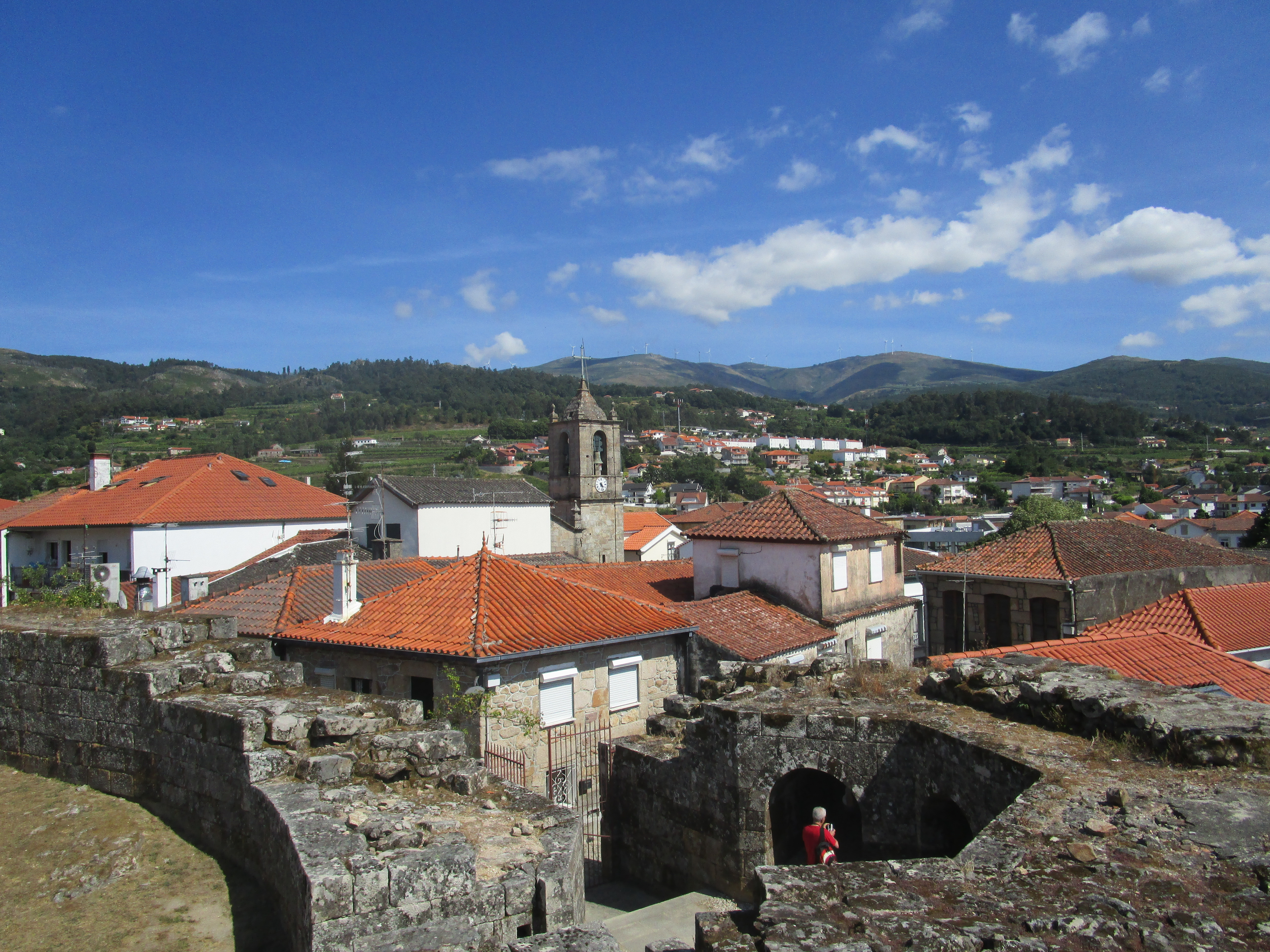
Centro histórico da Vila

Com o despoletar da Segunda Guerra Mundial, a exploração de volfrâmio tornou-se numa das principais fontes de rendimento no município, ocorrendo com especial ênfase no lugar de Seara, em Castro Laboreiro, levando tanto homens como mulheres naturais de Melgaço e não só a procurar o precioso minério que era vendido essencialmente através do contrabando. Em 1955, as minas foram registadas pela Companhia Mineira de Castro Laboreiro, contudo, deixando de ter procura após a guerra, esta cessou a sua exploração pouco depois.
Com a Guerra Colonial Portuguesa e a procura de melhores condições de vida, originou-se a segunda grande vaga de emigração registada durante o século XX no município minhoto, sendo esta a mais intensa. Ora por meios legais, ora de forma clandestina, denominada "a salto", fazendo uso das rotas criadas para o contrabando e pagando a "passadores" que os levavam pela fronteira, os melgacenses que emigraram encontraram como principais países de acolhimento a França, Suíça, Alemanha, Luxemburgo, Brasil, Moçambique, Canadá, Estados Unidos da América e até a Austrália. O fenómeno migratório marcou assim de forma intrínseca a identidade local, tendo afectado todas as famílias da região.
Ainda durante a década de 60, o município foi também o local de férias de Verão do pintor Jaime Murteira, que registou nas suas obras a paisagem natural, as comemorações religiosas, as tradições e a vida quotidiana da localidade.
Após o 25 de abril de 1974, apesar de se ter assistido um reforço das suas infraestruturas básicas, sendo realizadas várias obras, como a ampliação da rede de abastecimento de água e saneamento, requalificação das redes de distribuição, pavimentação de estradas, urbanização de espaços públicos, conservação e valorização de património histórico e cultural, implementação de transportes escolares e construção de infraestruturas e equipamentos públicos como piscinas municipais, centros de associativismo e escolas, modernizando o quotidiano da população local, o efeito migratório persistiu, resultando na perda e envelhecimento da população para além da diminuição da mão de obra ativa, fixando-se as novas gerações sobretudo nas cidades de Braga, Porto, Coimbra e Lisboa.

#### Século XXI

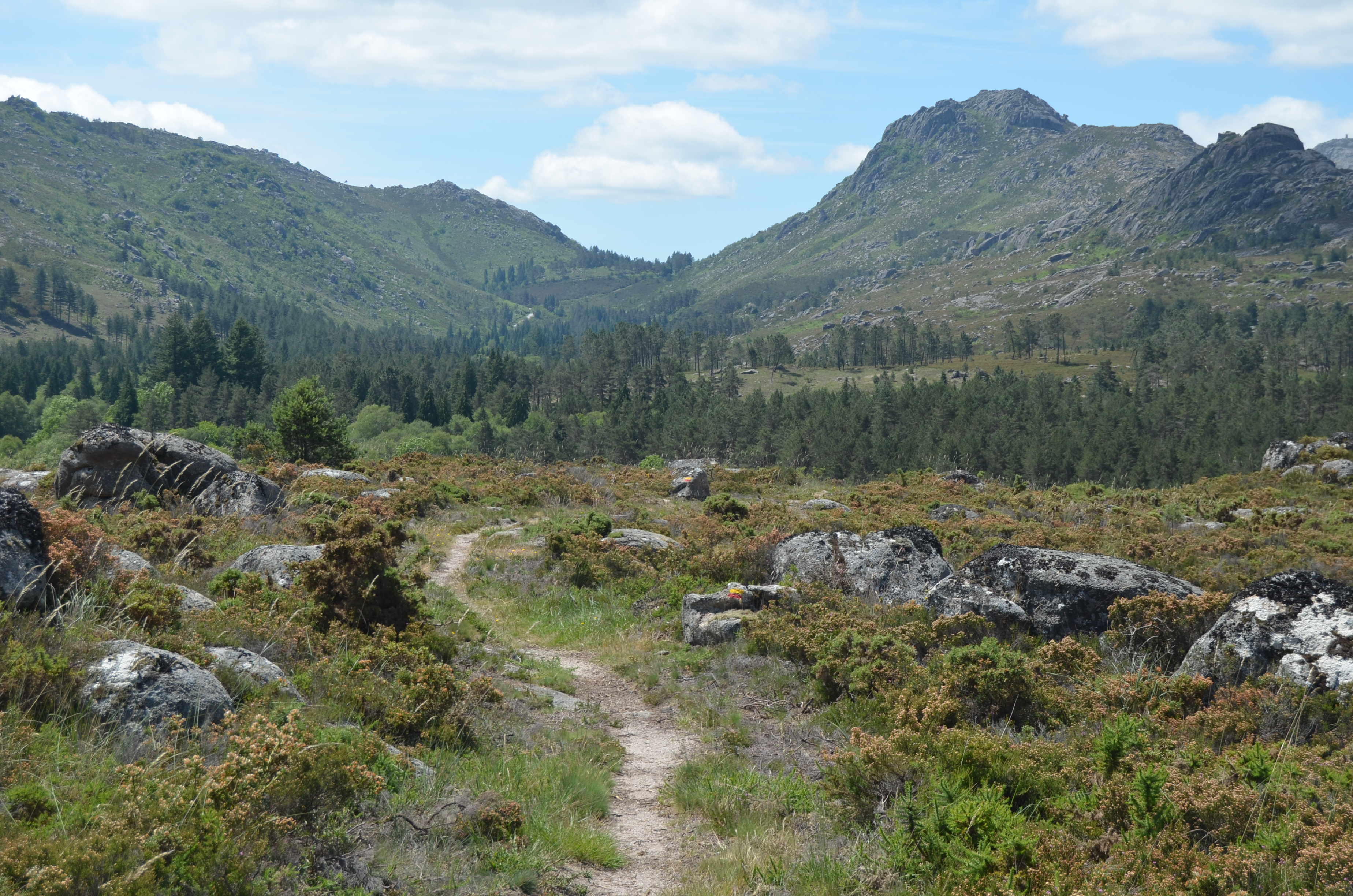
Trilho Interpretativo de Lamas de Mouro

Com a entrada no século XXI, começaram a surgir oportunidades de negócio relacionadas com o turismo rural, desportivo, de lazer e de natureza, fazendo uso da sua vasta paisagem e património cultural. Recuperando ao mesmo tempo antigas tradições, como a produção de uma das indústrias ex-libris da região, o vinho alvarinho, e apostando em novas iniciativas, como no desenvolvimento de empreendimentos e infraestruturas para competições desportivas ou ainda na requalificação de vários monumentos históricos e de trilhos pedestres e cicláveis, tais como o Trilho Interpretativo de Lamas de Mouro, do Curro da Velha, do Megalitismo de Castro Laboreiro e muitos outros junto ao Rio Minho. Devido às suas actividades desportivas, a localidade ganhou o cognome de "capital ibérica do rafting", sendo também um ponto obrigatório de passagem para os adeptos do turismo de natureza.
Com o objectivo de preservar a história do município foram ainda criados o Núcleo Museológico da Torre de Menagem, a Casa da Cultura, o Núcleo Museológico de Castro Laboreiro, localizado na antiga Fábrica de Chocolates de Caravelos, o Espaço Interpretativo das Ruínas Arqueológicas da Praça da República e o Espaço Memória e Fronteira, que para além de museu também funciona como Gabinete de Apoio ao Emigrante.
Os eventos mais emblemáticos são a Festa do Alvarinho e do Fumeiro, realizada em abril, a Festa do Espumante de Melgaço, em novembro e dezembro, e mais recente, o Festival Internacional de Documentário de Melgaço, originalmente chamado Filmes do Homem, decorrido em agosto, durante a mais conhecida festa do município, a Festa da Cultura, dando-se ênfase às questões sociais, individuais e culturais relacionadas com identidade, memória e fronteira, organizado pela Câmara Municipal e a Associação AO NORTE, tendo ainda o apoio de várias universidades ou centros de estudos sobre migrações nacionais e internacionais para além do Museu do Cinema de Melgaço - Jean Loup Passek, inaugurado em 2005 no centro histórico da Vila.

## Freguesias

Freguesias do município de Melgaço

O município de Melgaço está dividido em 13 freguesias:
- Alvaredo
- Castro Laboreiro e Lamas de Mouro
- Chaviães e Paços
- Cousso
- Cristóval
- Fiães
- Gave
- Paderne
- Parada do Monte e Cubalhão
- Penso
- Prado e Remoães
- São Paio
- Vila e Roussas

## Evolução da população do município
★ Os Recenseamentos Gerais da população portuguesa, regendo-se pelas orientações do Congresso Internacional de Estatística de Bruxelas de 1853, tiveram lugar a partir de 1864, encontrando-se disponíveis para consulta no site do Instituto Nacional de Estatística (INE).
| Número de habitantes | Número de habitantes | Número de habitantes | Número de habitantes | Número de habitantes | Número de habitantes | Número de habitantes | Número de habitantes | Número de habitantes | Número de habitantes | Número de habitantes | Número de habitantes | Número de habitantes | Número de habitantes | Número de habitantes | Número de habitantes | Número de habitantes |
| -------------------- | -------------------- | -------------------- | -------------------- | -------------------- | -------------------- | -------------------- | -------------------- | -------------------- | -------------------- | -------------------- | -------------------- | -------------------- | -------------------- | -------------------- | -------------------- | -------------------- |
|                      | 1864                 | 1878                 | 1890                 | 1900                 | 1911                 | 1920                 | 1930                 | 1940                 | 1950                 | 1960                 | 1970                 | 1981                 | 1991                 | 2001                 | 2011                 | 2021                 |
| Total                | 14 625               | 15 829               | 15 428               | 15 558               | 16 312               | 15 421               | 15 993               | 17 689               | 17 798               | 18 211               | 15 805               | 13 246               | 11 018               | 9 996                | 9 213                | 7 773                |
| Homens               |                      |                      |                      | 7 027                | 6 911                | 6 797                | 6 939                | 8 176                | 8 292                | 8 526                | 7 373                | 5 789                | 4 744                | 4 464                | 4 076                | 3 452                |
| Mulheres             |                      |                      |                      | 8 531                | 9 401                | 8 624                | 9 054                | 9 513                | 9 506                | 9 685                | 8 432                | 7 457                | 6 274                | 5 532                | 5 137                | 4 321                |

	(Obs.: Número de habitantes "residentes", ou seja, que tinham a residência oficial neste município à data em que os censos  se realizaram.)
| Número de habitantes por grupo etário | Número de habitantes por grupo etário | Número de habitantes por grupo etário | Número de habitantes por grupo etário | Número de habitantes por grupo etário | Número de habitantes por grupo etário | Número de habitantes por grupo etário | Número de habitantes por grupo etário | Número de habitantes por grupo etário | Número de habitantes por grupo etário | Número de habitantes por grupo etário | Número de habitantes por grupo etário | Número de habitantes por grupo etário | Número de habitantes por grupo etário |
| ------------------------------------- | ------------------------------------- | ------------------------------------- | ------------------------------------- | ------------------------------------- | ------------------------------------- | ------------------------------------- | ------------------------------------- | ------------------------------------- | ------------------------------------- | ------------------------------------- | ------------------------------------- | ------------------------------------- | ------------------------------------- |
|                                       | 1900                                  | 1911                                  | 1920                                  | 1930                                  | 1940                                  | 1950                                  | 1960                                  | 1970                                  | 1981                                  | 1991                                  | 2001                                  | 2011                                  | 2021                                  |
| 0-14 Anos                             | 4 398                                 | 5 015                                 | 4 516                                 | 5 201                                 | 5 628                                 | 5 203                                 | 5 064                                 | 4 380                                 | 3 255                                 | 1 741                                 | 1 028                                 | 821                                   | 578                                   |
| 15-24 Anos                            | 2 468                                 | 2 515                                 | 2 585                                 | 2 619                                 | 2 762                                 | 3 093                                 | 2 981                                 | 2 080                                 | 2 097                                 | 1 452                                 | 1 113                                 | 766                                   | 519                                   |
| 25-64 Anos                            | 6 790                                 | 7 319                                 | 6 743                                 | 6 962                                 | 7 524                                 | 7 638                                 | 8 561                                 | 7 220                                 | 5 664                                 | 5 284                                 | 4 818                                 | 4 250                                 | 3 369                                 |
| = ou > 65 Anos                        | 1 187                                 | 1 286                                 | 1 156                                 | 1 185                                 | 1 406                                 | 1 542                                 | 1 605                                 | 2 125                                 | 2 230                                 | 2 541                                 | 3 037                                 | 3 376                                 | 3 307                                 |

	(Obs: De 1900 a 1950 os dados referem-se à população "de facto", ou seja, que estava presente no município à data em que os censos se realizaram. Daí que se registem algumas diferenças relativamente à designada população residente)

## Cultura regional e folclore
Localizada na fronteira entre Portugal e Espanha, Melgaço sempre beneficiou das relações culturais com as regiões vizinhas, nomeadamente com a Galiza. Por si, esta dinâmica estreita originou uma indústria redobrada nas excentricidades próprias dos meios rurais, transformando a localidade no epicentro português dos mitos brejeiros e numa verdadeira babilónia de vernacular castiço, contando com uma longa tradição de lendas de bruxas, mouras encantadas e princesas suevas, heroínas minhotas, como a lenda de Inês Negra, ou ainda contos e fábulas de criaturas fantásticas, como arganões, mafarricos e outros seres com poderes mágicos, semelhantes às esculturas de lagartos e dragões, encontrados em Monte de Prado, na encosta ribeirinha, pelo professor Paulo de Souza Pinto, cujas características são em tudo semelhantes às proas dos barcos viquingues, que incursaram várias vezes pela área, assim como pela restante costa marítima e ribeirinha do norte de Portugal e da Espanha. Esta cultura popular foi sendo transmitida oralmente ao longo de gerações, estando atualmente em declínio.
A zona montanhosa, nomeadamente de Castro Laboreiro, é possuidora também de um carácter único humano e cultural, com hábitos e costumes próprios, onde se destaca a cultura local de transumância, marcada pelas brandas e inverneiras, o linguajar arcaico de origem galaico-portuguesa e os hábitos de vestir como o traje castrejo. Existe ainda nesta freguesia, uma raça autóctone de cão, de tipo amastinado, guarda e guia de gado bovino, denominado de cão de Castro Laboreiro ou "boca negra", sendo uma das raças mais antigas da Península Ibérica. 

Atualmente, em todo o concelho, ainda se comemoram algumas tradições seculares, tanto de origem pagã como cristã, tais como a Queima do Entrudo, o Dia das Maias (onde se colocam giestas amarelas nas portas para afastar os espíritos e o mau olhado), os tapetes floridos para a procissão do Corpo de Deus, o Magusto (acompanhado pela queimada galega), a Queima do Boneco do Ano Velho e diversas procissões e festas religiosas dedicadas a Nossa Senhora e aos santos e santas padroeiros das aldeias e lugares do concelho. Nos últimos anos, tem também existido um renascer da comemoração da Noite das Bruxas e do oculto, sendo realizado todos os anos a Noite dos Medos em finais de Outubro.

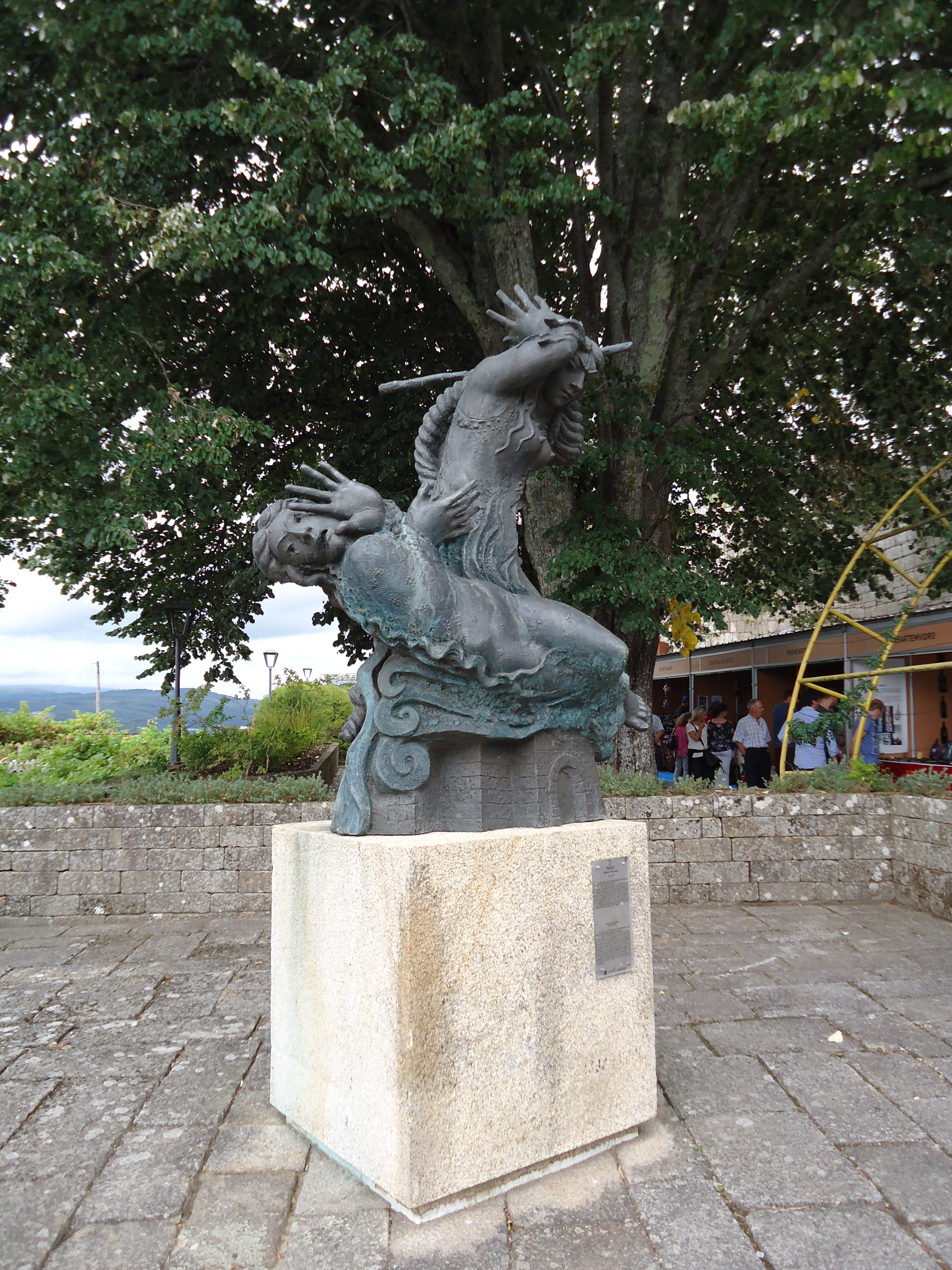
Estátua de bronze da heroína Inês Negra, realizada por José Rodrigues, na década de 1990, localizada em Melgaço.

Entre as lendas e histórias do folclore regional associadas a Melgaço, existem as seguintes:
- Lenda da Inês Negra;
- Lenda das Feiticeiras Raianas;
- Lenda de Frei João da Cruz;
- Lenda da Jovem Princesa Encantada de Quinjo;
- Lenda da Moura Encantada do Coto da Moura;
- Lenda da Moura Encantada de Castro Laboreiro;
- Lenda do Tear de Ouro de Paderne;
- Lenda da Nossa Senhora da Orada;
- Lenda da Nossa Senhora da Natividade de Cubalhão;
- Lenda da Nossa Senhora de Numão;
- Lenda do Coto de Sant'Ana de Paços;[77]
- Lenda do Baptismo na Ponte de S. Lourenço em Prado;[78]
- Lenda da Batalha da Empresa das Mulheres durante a Guerra da Restauração;
- Lenda de Tomás das Quingostas;

E sobre criaturas fantásticas:
- Os arganões;
- A lampreia dourada;
- O lagarto de Lamas de Mouro e da Peneda;
- E a fera de Fiães e de Castro Laboreiro.

## Desporto e lazer

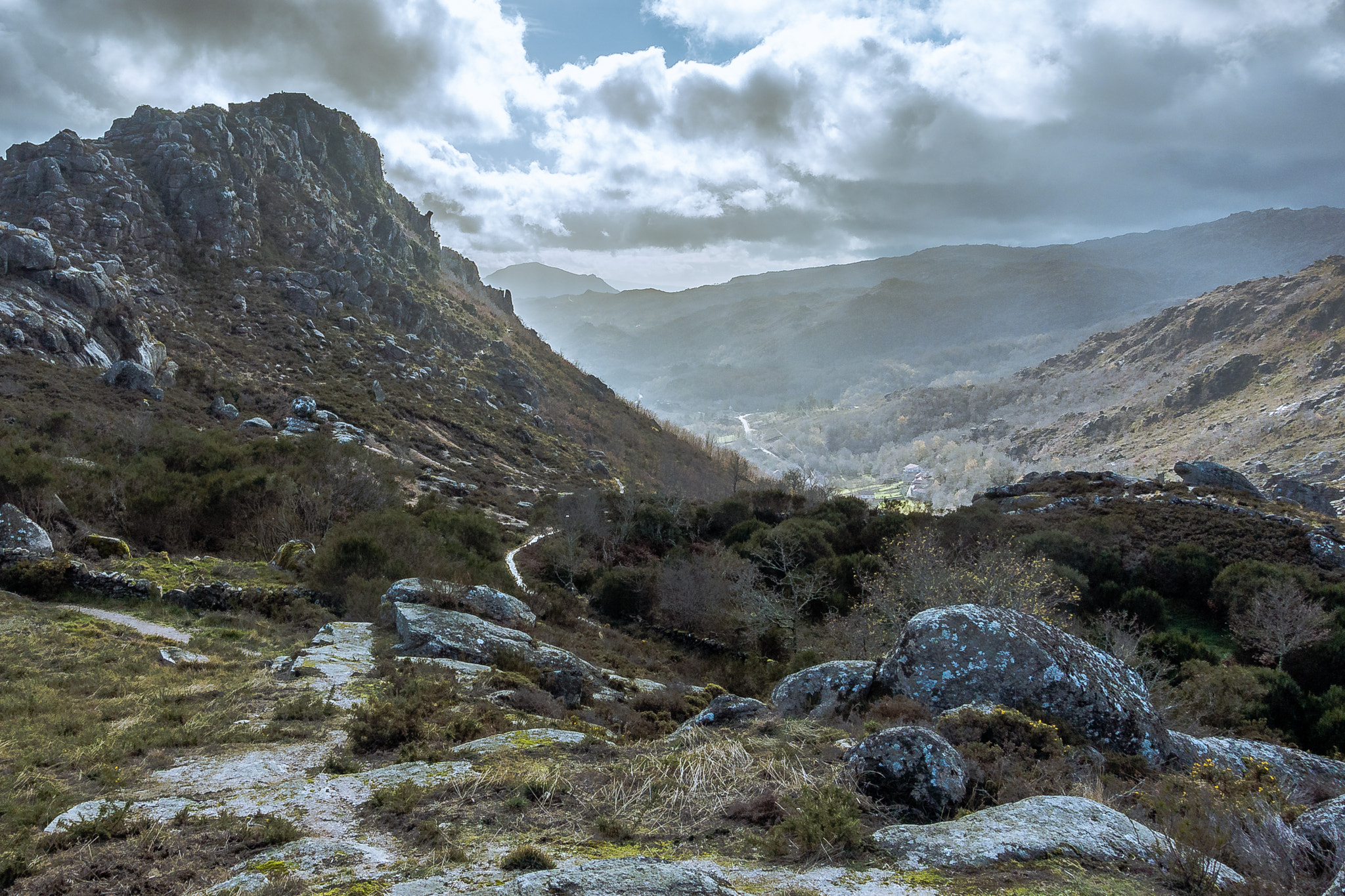
Trilho de Castro Laboreiro

Tornando-se nas últimas décadas num conhecido destino turístico de natureza, com características geográficas e geológicas que lhe concedem uma posição de destaque e renome no Norte de Portugal, após a criação da Escola Superior de Desporto e Lazer, do Instituto Politécnico de Viana do Castelo, e do Centro de Estágios/Complexo Desportivo e de Lazer do Monte de Prado, Melgaço tem apostado fortemente na promoção do seu município através de novas infraestruturas e atividades desportivas e de lazer.

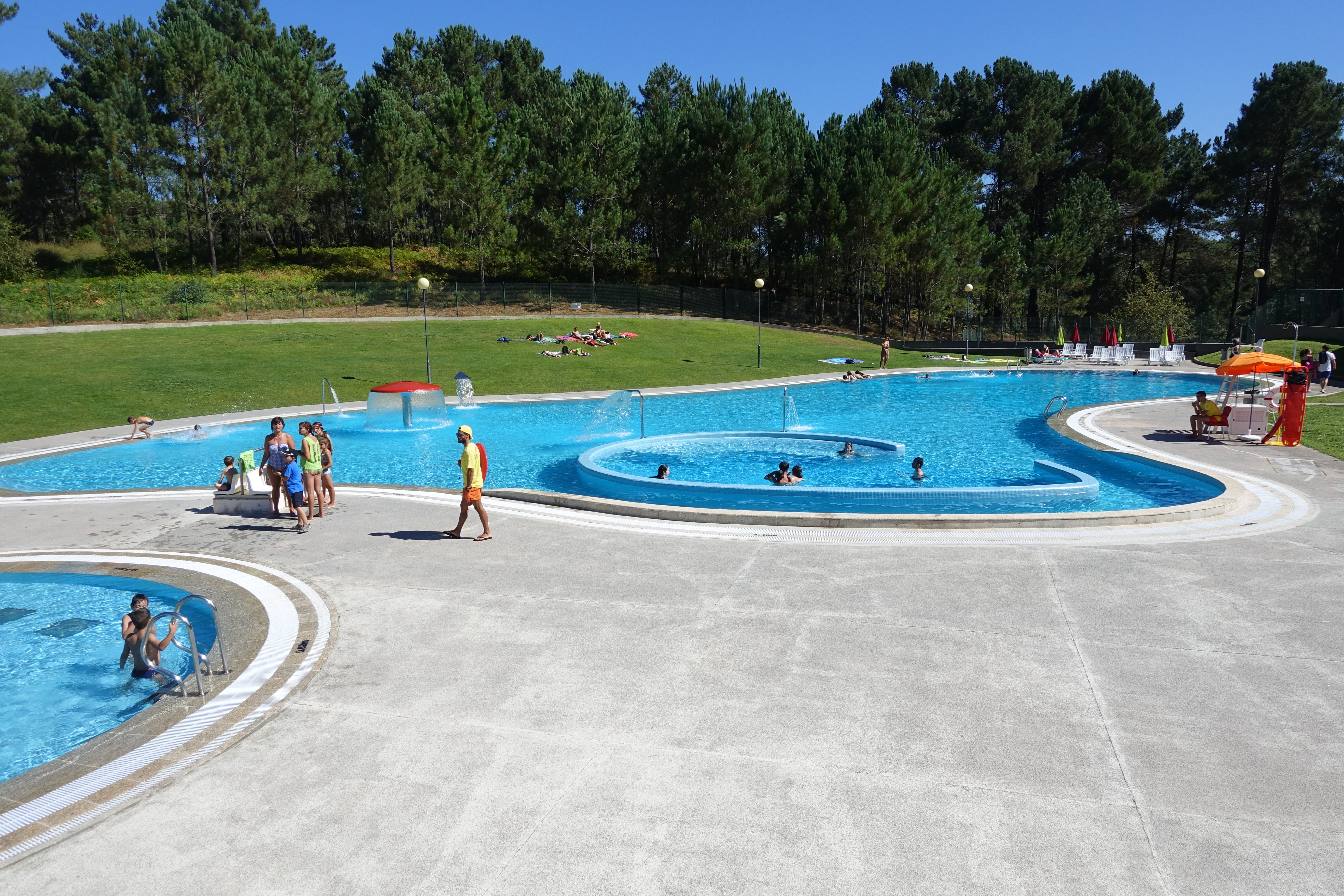
Complexo de Piscinas Descobertas em Monte Prado

Usufruindo da sua paisagem e riqueza histórica e cultural, denominando-se ainda como "o destino de natureza mais radical do país", a prática de desportos de rio e montanha ocorre durante todo o ano, sendo em matéria de desportos radicais, o rafting o mais emblemático. Para além dos desportos aquáticos mais comuns como a canoagem ou o canyoning, outra forte aposta têm sido os percursos que atravessam as diferentes paisagens da região, tendo já sido palco de competições nacionais e regionais de TT, BTT, drift, ciclocrosse, trail ou ainda de pedestrianismo. Desde os mais recentes trilhos marginais do rio Minho, às rotas na montanha, com um forte cariz para alertar a necessidade de preservação da vida animal, como a do lobo ibérico e de outras espécies autóctones em vias de extinção, inseridas no Parque Nacional da Peneda-Gerês, ou ainda no icónico planalto de Castro Laboreiro, onde se superam os 1.300 metros de altitude e é possível atravessar uma das maiores necrópoles megalíticas da Península Ibérica, em Melgaço não faltam opções para os entusiastas do ar livre ou da adrenalina.

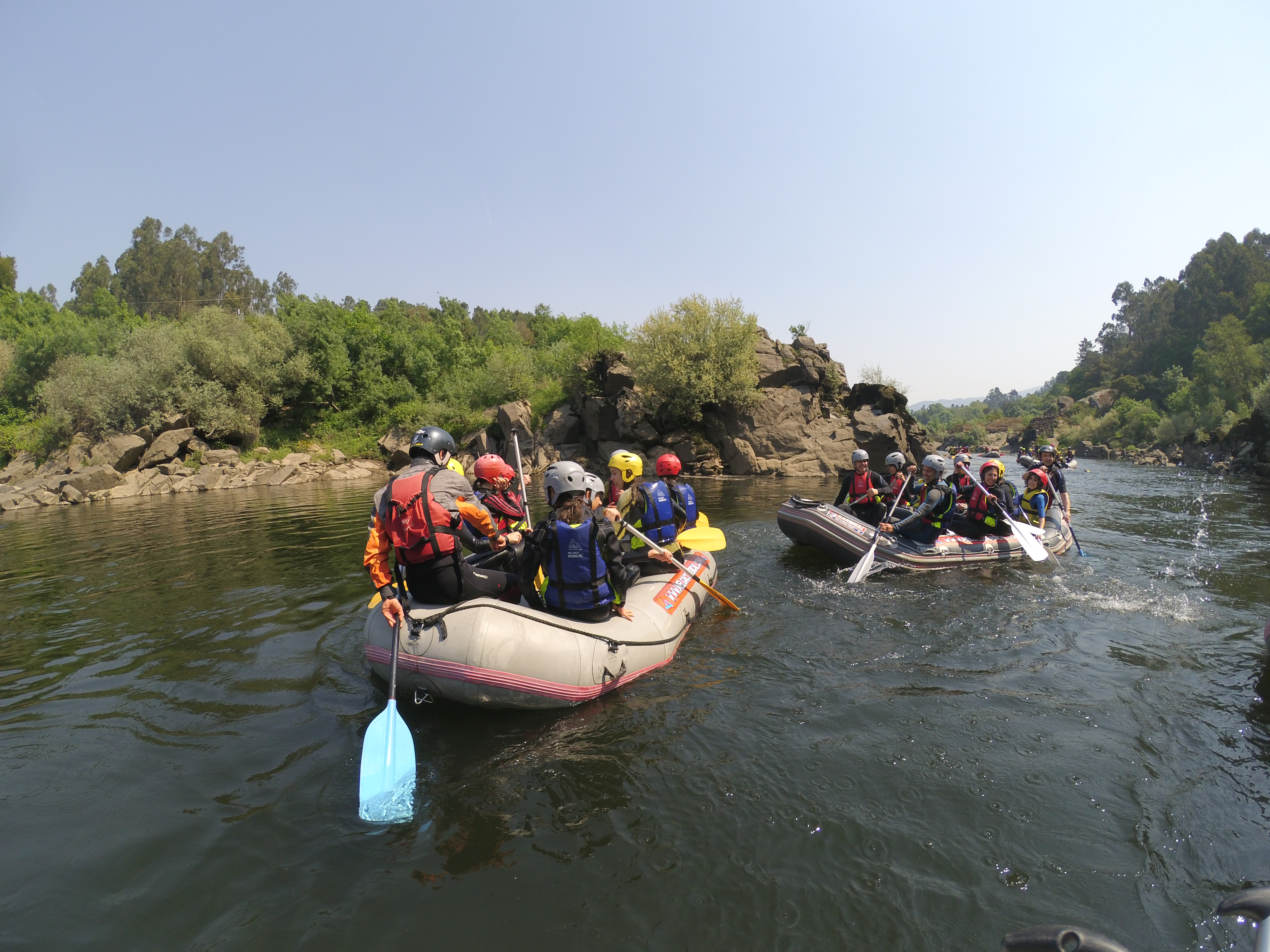
Rafting rio Minho, entre Arbo (Galiza) e Melgaço

Na área do lazer, com uma tradição centenária, existe o Parque Termal do Peso, conhecido pelas suas águas medicinais e tratamentos terapêuticos, para além de outros focados numa vertente de bem-estar, estética, beleza e relaxamento, assim como o moderno Centro Hípico de Monte Prado, a Piscina Municipal de Melgaço, onde funciona a Escola de Natação com diferentes modalidades e exercícios de manutenção ou recuperação física, ou ainda o Clube de Saúde no Centro de Estágios de Melgaço, que dispõe de ginásio, spa, sauna e banhos, para além de outros complementos como piscina ao ar livre, parque infantil, campos de ténis, minigolfe, circuitos de manutenção, pavilhão gimnodesportivo ou ainda alguns pavilhões polidesportivos para a prática de várias modalidades, como o futsal, voleibol ou o basquetebol.
Na história desportiva local, e apesar de ter caído em desuso nos últimos anos, era costume a prática da modalidade tradicional do jogo do pau, sendo o primeiro presidente da federação portuguesa desta arte marcial europeia, Pedro M. R. Ferreira, natural da freguesia de Alvaredo, no município de Melgaço. Atualmente, existe o Sport Clube Melgacense, com mais de sessenta anos de vida, que apesar da sua principal modalidade ser o futebol, tem vindo a desenvolver também a prática competitiva de outras modalidades, como o futsal, apostando fortemente na formação das camadas mais jovens, e mais recentemente, a Associação Recreativa e Desportiva A Batela, cujas atividades desportivas incluem o futsal masculino e feminino.
De modo a inspirar outras práticas desportivas no distrito de Viana do Castelo e nas sua população, foram também realizados vários protocolos com a Federação de Andebol de Portugal para lançar a modalidade no município, tal como ocorreu em Afife, Caminha e Viana do Castelo.

## Economia
Na economia de Melgaço destaca-se a produção do fumeiro e, essencialmente, a produção vinícola, com destaque para o vinho espumante e o vinho alvarinho de Melgaço.

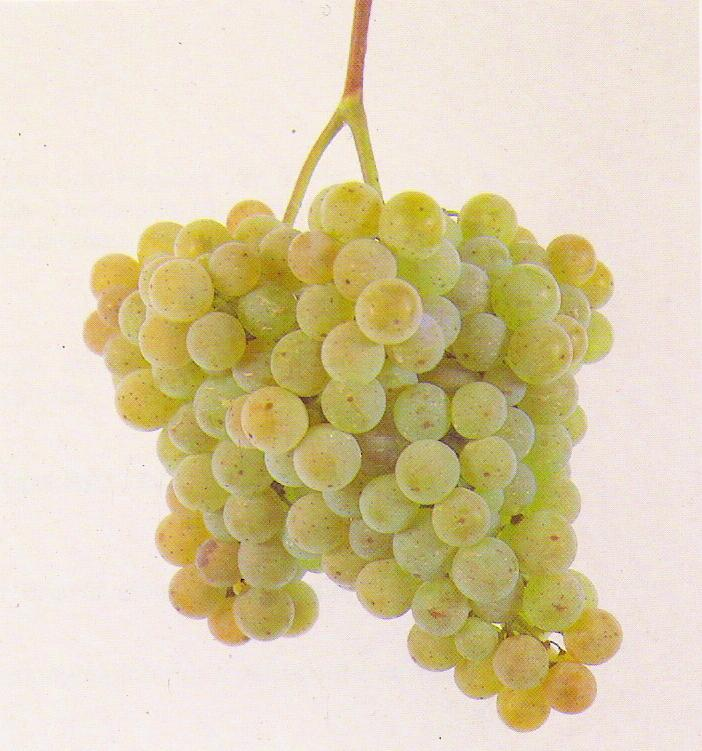
Cacho de alvarinho

Em 2015 existiam cerca de 30 produtores de vinhos no município que lançavam no mercado uma média anual de 150 mil garrafas de espumantes. O espumante de Melgaço é um vinho de cordão fino, mousse cremosa, acidez no ponto e uma grande harmonização gastronómica, sendo que a maioria dos espumantes é elaborada a partir da casta alvarinho, mas também com algumas versões de vinho rosé e tinto. Devido ao seu microclima único, a casta branca da espécie da Vitis vinifera, é um dos ex libris do município e como principais eventos para promover a indústria local e os seus produtos, anualmente são realizadas a Festa do Alvarinho e do Fumeiro, organizada desde 1994, e a Festa do Espumante de Melgaço.

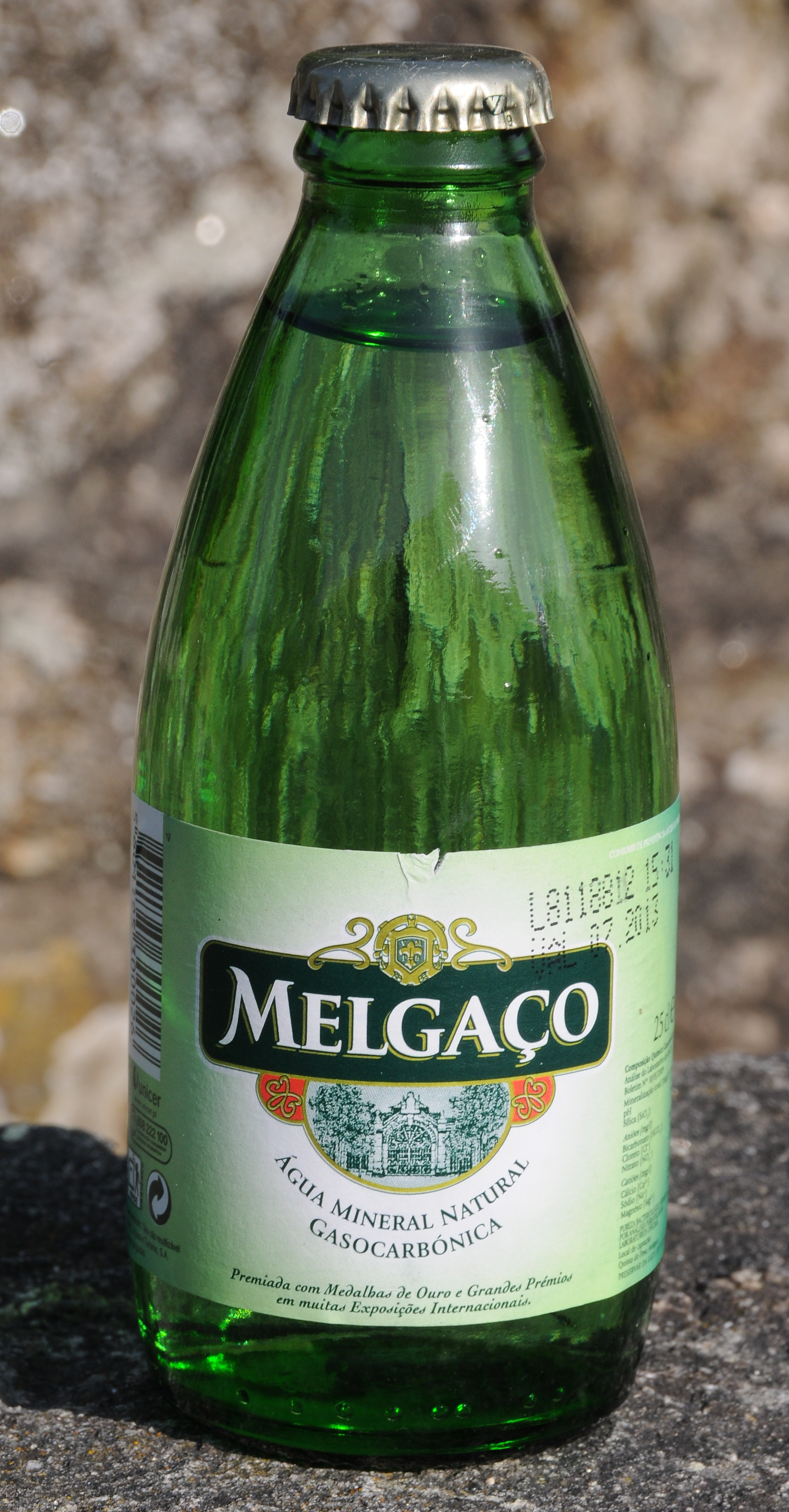
Água de Melgaço

Para além dos vinhos, desde 1884, é realizada a extração e comercialização da água mineral de Melgaço, no lugar do Parque Termal do Peso, sendo a sua produção inicialmente realizada pela empresa Vidago, Melgaço & Pedras Salgadas, S.A, a partir de 1920, e atualmente pela Super Bock Group (antiga UNICER). A Água de Melgaço é porventura a última água mineral gasocarbónica em Portugal que é engarrafada tal como é captada, sendo bastante rica em ferro.
Apostando no desenvolvimento do município, na criação de emprego e na fixação da sua população jovem, também existe um pólo industrial na freguesia de Penso, constituindo um importante meio para a promoção das pequenas e médias empresas industriais, que fazem uso da proximidade do mercado espanhol e outros, através das novas acessibilidades para os portos internacionais de Viana do Castelo, Vigo e Leixões ou o aeroporto Francisco Sá Carneiro e o aeroporto de Vigo, para além das autoestradas internacionais. Atualmente, a maioria das empresas presentes enquadram-se nas categorias de indústria automóvel, produção vinícola e construção civil.
Em 2020, foi anunciada a construção de um novo parque empresarial, com 24,95 hectares, em Alvaredo, que se encontra em fase de construção.

## Educação
Ensino público
- Pré-Primária da Santa Casa da Misericórdia de Melgaço - Tipo de Ensino: Jardim de Infância
- Agrupamento de Escolas de Melgaço: Escola Básica da Vila - Tipo de Ensino: Jardim de Infância, Ensino Básico (1º Ciclo)
- Agrupamento de Escolas de Melgaço: Escola EB1/JI de Pomares - Tipo de Ensino: Jardim de Infância, Ensino Básico (1º Ciclo)
- Agrupamento de Escolas de Melgaço: Escola EB 2,3/S de Melgaço - Tipo de Ensino: Ensino Básico (2º e 3º Ciclo) e Ensino Secundário
- ESDL - IPVC: Escola Superior de Desporto e Lazer do Instituto Politécnico de Viana do Castelo - Tipo de Ensino: Ensino Superior

Ensino profissional
- EPRAMI: Escola Profissional do Alto Minho Interior - Tipo de Ensino: Ensino Profissional (Formação de nível II, III e IV)

Outros
- Centro de Apoio e Educação da APPACDM (Associação Portuguesa de Pais e Amigos do Cidadão Deficiente Mental) em Prado - Tipo de Ensino:  Ensino Especial
- Casa das Concertinas - Tipo de Ensino: Escola de Música
- Academia Sénior Inês Negra - Tipo de Ensino: Ensino Vocacionado para a Terceira Idade

## Gastronomia
De origens ancestrais e fortemente influenciada pelo ciclo das culturas, pesca e caça ou criação das raças autóctones da região minhota e raiana, da gastronomia típica de Melgaço destacam-se os enchidos de produção artesanal e qualidade reconhecida a nível nacional, o presunto de porco bísaro, a carne de vaca cachena, o cabrito do monte assado no forno, a cabidela, a truta à minhota e o arroz de lampreia, sendo a última uma das iguarias mais apreciadas e emblemáticas da região minhota. Fazendo ainda jus à tradição, em Castro Laboreiro, feito com farinha de centeio, trigo ou milho, o "pão preto" ou broa castreja é ainda habitualmente produzida à moda antiga, num dos muitos fornos e moinhos comunitários que revestem a localidade, sendo o primeiro pão a sair, a "tenda", para repartir com a família e amigos como manda a tradição local.
Também a destacar, para além do conhecido vinho alvarinho e de vários licores produzidos na região, existe uma antiga tradição de doçaria, sendo o bucho doce, a rosca mulata, e as broas de mel as sobremesas mais apreciadas, para além das compotas e do mel de urze, entre outras variedades, que fazem uso do micro-clima local e da fruta e flora sazonal.
Nos últimos anos, resultado da dedicação de jovens produtores locais e da contínua aposta em se criar novos empreendimentos na localidade, apostou-se também na produção de queijo de cabra, fazendo-se proveito do gado caprino criado na região.

## Política

### Administração municipal
O município de Melgaço é administrado por uma câmara municipal, composta por um presidente, um vice-presidente e cinco vereadores. Existe ainda uma assembleia municipal, que é o órgão deliberativo do município, constituída por 21 deputados eleitos.
O cargo de Presidente da Câmara Municipal é atualmente ocupado por Manoel Batista e o de Vice-Presidente por José Lima, ambos militantes do Partido Socialista (PS), eleitos nas eleições autárquicas de 2021, tendo sido também eleitos dois vereadores pelo PS e três pelo PSD.

### Eleições autárquicas[89]
| Data | %     | V     | %       | V       | %       | V       | %              | V            | %              | V  | %              | V       | Participação |                |
| Data | PS    | PS    | PPD/PSD | PPD/PSD | CDS-PP  | CDS-PP  | FEPU/APU/CDU   | FEPU/APU/CDU | AD             | AD | PSD-CDS        | PSD-CDS | Participação |                |
| ---- | ----- | ----- | ------- | ------- | ------- | ------- | -------------- | ------------ | -------------- | -- | -------------- | ------- | ------------ | -------------- |
| Data | 1976  | 36,31 | 2       | 33,66   | 2       | 20,89   | 1              | 3,72         | -              |    |                |         |              | 50,18 / 100,00 |
| 1979 | 44,64 | 2     | AD      | AD      | AD      | AD      | 2,89           | -            | 47,69          | 3  | 63,63 / 100,00 |         |              |                |
| 1982 | 55,39 | 4     | 12,81   | 1       | 23,81   | 2       | 2,84           | -            |                |    | 55,37 / 100,00 |         |              |                |
| 1985 | 69,21 | 5     | 24,70   | 2       |         |         | 2,12           | -            | 57,08 / 100,00 |    |                |         |              |                |
| 1989 | 65,64 | 5     | 22,37   | 2       | 6,62    | -       | 1,50           | -            | 53,56 / 100,00 |    |                |         |              |                |
| 1993 | 65,65 | 5     | 27,52   | 2       |         |         | 2,36           | -            | 56,96 / 100,00 |    |                |         |              |                |
| 1997 | 73,04 | 6     | 19,96   | 1       | 1,98    | -       | 1,35           | -            | 55,80 / 100,00 |    |                |         |              |                |
| 2001 | 71,29 | 6     | CDS-PP  | CDS-PP  | PPD/PSD | PPD/PSD | 2,23           | -            | 21,42          | 1  | 52,72 / 100,00 |         |              |                |
| 2005 | 64,64 | 5     | 28,27   | 2       |         |         | 2,45           | -            |                |    | 53,33 / 100,00 |         |              |                |
| 2009 | 71,09 | 6     | 23,67   | 1       | 2,11    | -       | 48,63 / 100,00 |              |                |    |                |         |              |                |
| 2013 | 63,07 | 5     | 28,25   | 2       | 2,49    | -       | 43,25 / 100,00 |              |                |    |                |         |              |                |
| 2017 | 59,98 | 5     | CDS-PP  | CDS-PP  | PPD/PSD | PPD/PSD | 2,34           | -            | 32,39          | 2  | 46,12 / 100,00 |         |              |                |
| 2021 | 54,23 | 4     | 36,31   | 3       |         |         | 2,61           | -            |                |    | 41,32 / 100,00 |         |              |                |

### Eleições legislativas
| Data | %     | %     | %     | %     | %     | %     | %        | %     | %    | %     | %    | %   | %       | % | %  | %  |  |
| Data | PSD   | PS    | CDS   | PCP   | UDP   | AD    | APU/ CDU | FRS   | PRD  | PSN   | BE   | PAN | PSD CDS | L | CH | IL |  |
| ---- | ----- | ----- | ----- | ----- | ----- | ----- | -------- | ----- | ---- | ----- | ---- | --- | ------- | - | -- | -- |  |
| Data | 1976  | 32,82 | 32,21 | 18,67 | 2,86  | 0,74  |          |       |      |       |      |     |         |   |    |    |  |
| 1979 | AD    | 34,27 | AD    | APU   | 0,81  | 51,38 | 3,26     |       |      |       |      |     |         |   |    |    |  |
| 1980 | AD    | FRS   | AD    | APU   | 0,56  | 56,00 | 4,00     | 30,67 |      |       |      |     |         |   |    |    |  |
| 1983 | 33,15 | 42,44 | 13,47 | APU   | 0,39  |       | 4,12     |       |      |       |      |     |         |   |    |    |  |
| 1985 | 31,37 | 34,97 | 15,20 | APU   | 0,96  | 3,31  | 7,09     |       |      |       |      |     |         |   |    |    |  |
| 1987 | 50,70 | 30,69 | 7,47  | CDU   | 0,52  | 1,87  | 1,91     |       |      |       |      |     |         |   |    |    |  |
| 1991 | 55,95 | 31,92 | 5,34  | CDU   |       | 1,16  | 1,02     | 0,71  |      |       |      |     |         |   |    |    |  |
| 1995 | 40,43 | 48,89 | 5,48  | CDU   | 0,19  | 1,31  |          |       |      |       |      |     |         |   |    |    |  |
| 1999 | 32,87 | 53,77 | 6,83  | CDU   |       | 1,53  | 0,52     | 0,90  |      |       |      |     |         |   |    |    |  |
| 2002 | 44,43 | 44,47 | 5,78  | CDU   | 0,83  |       | 1,10     |       |      |       |      |     |         |   |    |    |  |
| 2005 | 30,69 | 54,40 | 7,11  | CDU   | 1,20  | 2,45  |          |       |      |       |      |     |         |   |    |    |  |
| 2009 | 31,33 | 47,62 | 7,33  | CDU   | 1,82  | 5,11  |          |       |      |       |      |     |         |   |    |    |  |
| 2011 | 46,04 | 35,86 | 7,44  | CDU   | 1,89  | 2,64  | 0,42     |       |      |       |      |     |         |   |    |    |  |
| 2015 | CDS   | 37,08 | PSD   | CDU   | 2,42  | 5,59  | 0,62     | 43,47 | 0,31 |       |      |     |         |   |    |    |  |
| 2019 | 31,69 | 46,57 | 3,80  | CDU   | 1,43  | 5,82  | 1,57     |       | 0,37 | 0,51  | 0,31 |     |         |   |    |    |  |
| 2022 | 32,06 | 51,85 | 1,71  | CDU   | 1,03  | 2,20  | 0,76     | 0,49  | 4,65 | 1,71  |      |     |         |   |    |    |  |
| 2024 | AD    | 38,04 | AD    | CDU   | 31,86 | 0,87  | 2,30     | 1,00  | 1,28 | 15,18 | 2,27 |     |         |   |    |    |  |

## Geminações
- Lavelanet (França)

## Património e principais pontos de interesse

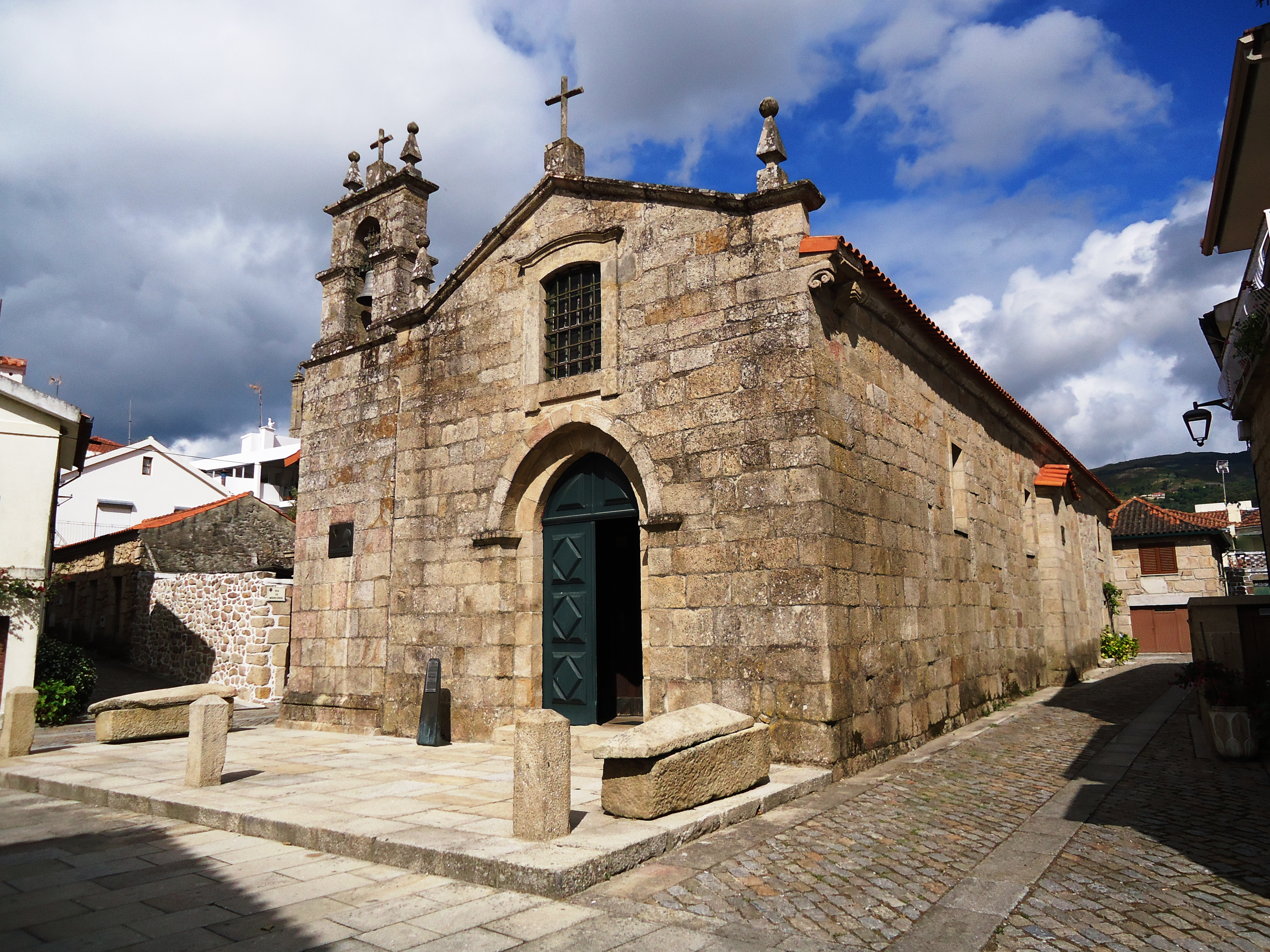
Igreja da Misericórdia

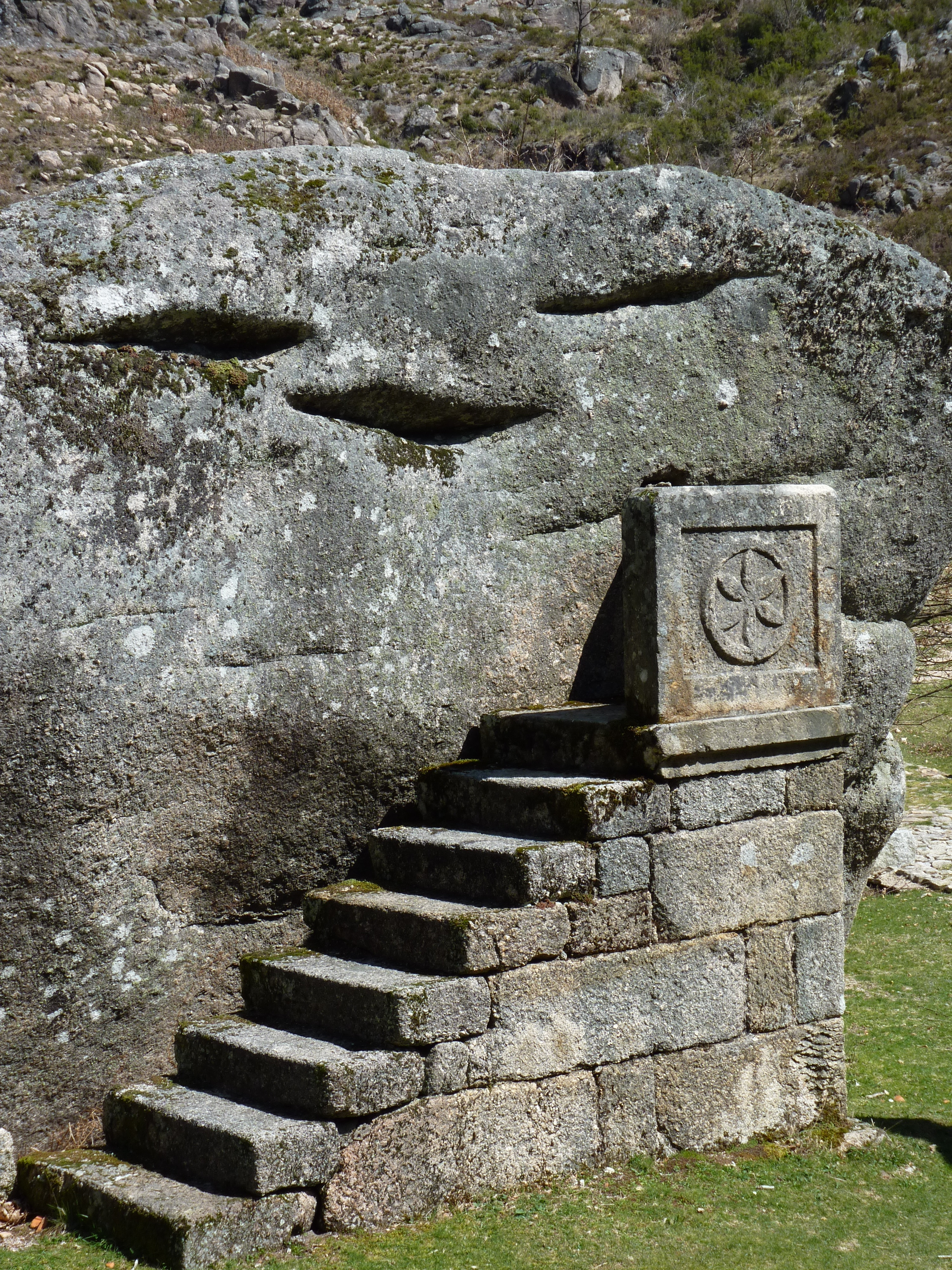
Púlpito da Ermida da Senhora de Numão

### Igrejas
- Igreja de Alvaredo
- Igreja de Chaviães
- Igreja da Misericórdia
- Igreja Matriz de Castro Laboreiro
- Igreja Matriz de Melgaço
- Igreja de Lamas de Mouro
- Capela de Nossa Senhora da Orada
- Capela de São Julião
- Convento das Carvalhiças
- Convento de Paderne
- Ermida da Senhora de Numão ou Anamão
- Mosteiro de Fiães

### Museus
- Museu do Cinema de Melgaço
- Espaço Memória e Fronteira
- Núcleo Museológico de Castro Laboreiro
- Núcleo Museológico da Torre de Menagem
- Ruínas Arqueológicas da Praça da República

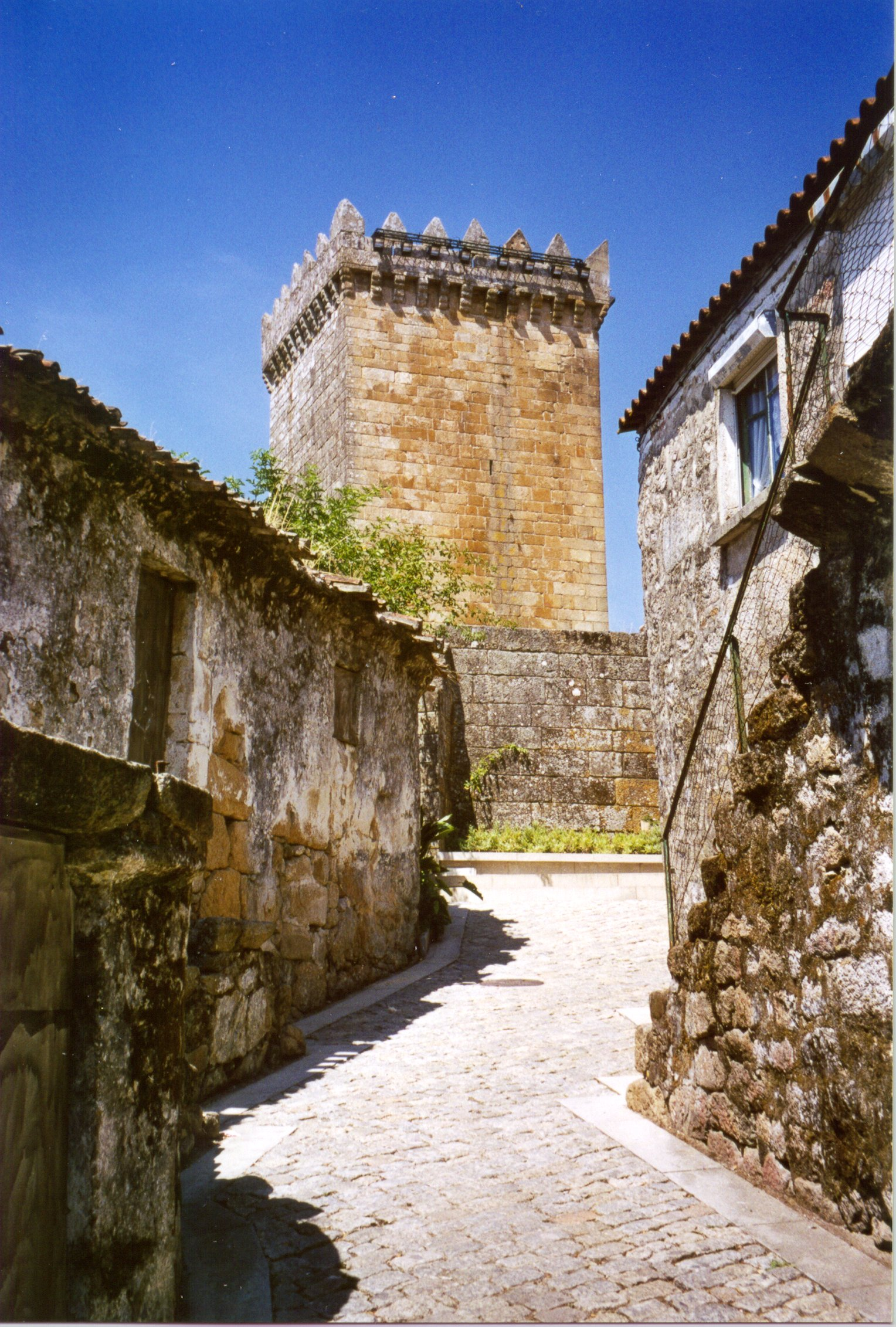
Torre de Menagem do Castelo de Melgaço

### Fortificações
- Castelo de Melgaço
- Castelo de Castro Laboreiro

### Pontes
- Ponte de Assureira ou Ponte de São Brás
- Ponte das Cainheiras
- Ponte de Dorna
- Ponte Nova da Cava da Velha ou Cavada Velha

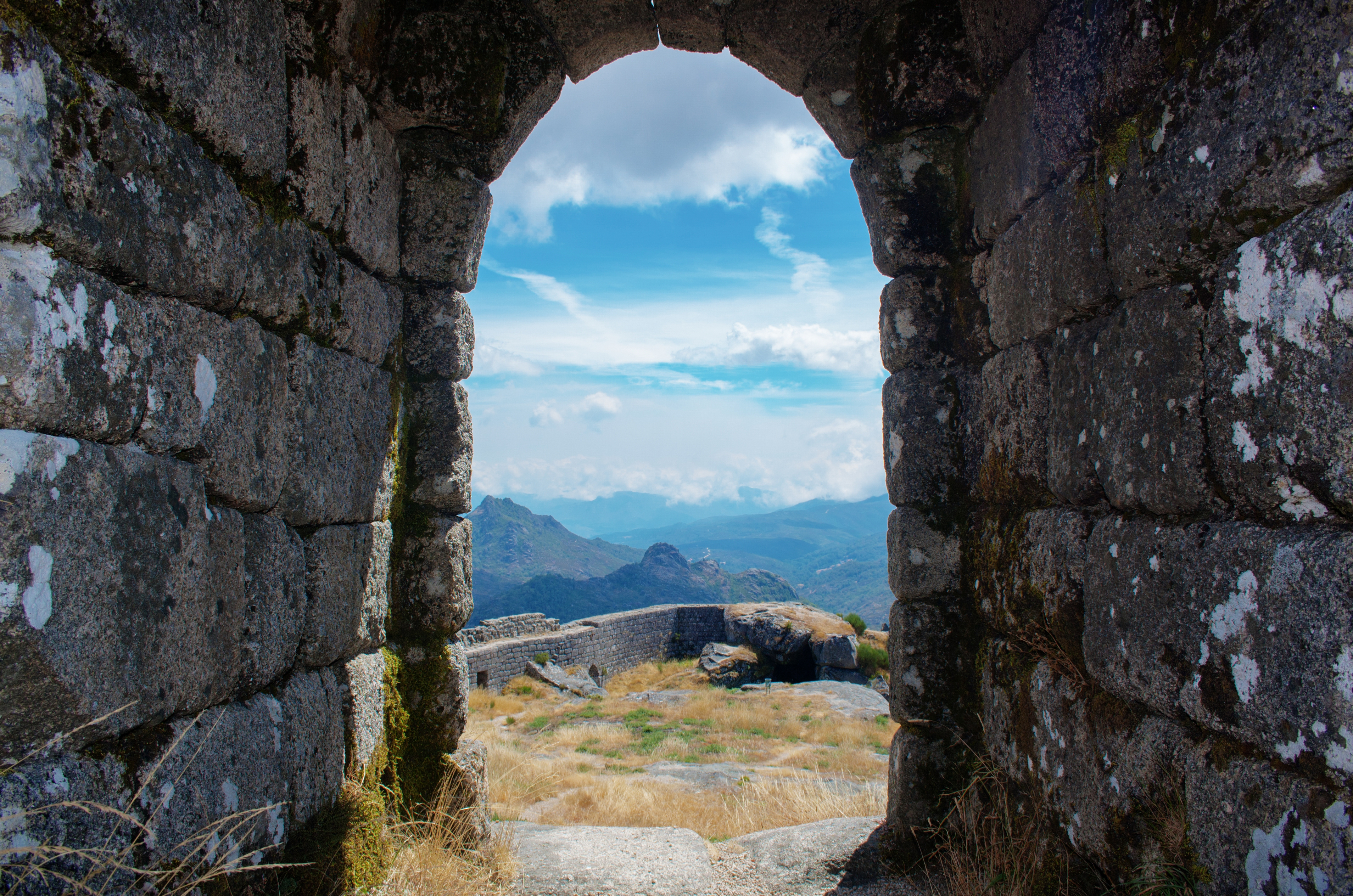
Castelo de Castro Laboreiro

- Ponte Velha de Castro Laboreiro
- Ponte de Lamas de Mouro
- Ponte do Peso
- Ponte do Porto do Sineiro
- Ponte de Portos
- Ponte da Veiga
- Ponte de Varziela

### Outros
- Branda da Aveleira
- Branda dos Portos
- Casa da Cultura
- Cascata do Laboreiro
- Cascata de Pontes
- Centro de Estágios ou Complexo Desportivo e de Lazer do Monte de Prado
- Centro Histórico da Vila
- Cruzeiro de São Julião
- Cruzeiro de São Gregório
- Fonte da Madalena
- Fonte de São João
- Fonte da Vila
- Forno Comunitário de Pontes
- Gravuras Rupestres do Fieiral
- Marco N°1 de Portugal em Cevide
- Miradouro de Castro Laboreiro
- Miradouro do Salto do Gato
- Necrópole Megalítica do Planalto de Castro Laboreiro
- Parque Termal do Peso
- Parque Urbano da Alameda Inês Negra
- Parque Urbano do Rio do Porto
- Pesqueiras do Rio Minho
- Solar do Alvarinho
- Solar de Galvão
- Solar da Quinta da Calçada
- Solar da Quinta do Reguengo
- Trilho Castrejo (Castro Laboreiro)
- Trilho da Travessia da Ribeira Minho (Melgaço, Monção, Valença, Vila Nova de Cerveira)
- Trilho do Curro da Velha (Ribeiro de Cima, Ribeiro de Baixo, Castro Laboreiro)
- Trilho do Megalitismo de Castro Laboreiro (Lugar do Rodeiro, Castro Laboreiro)
- Trilho Interpretativo de Castro Laboreiro
- Trilho Interpretativo de Lamas de Mouro
- Trilho ou Percursos Marginais do Rio Minho (Vila, Prado, Remoães e Paderne)

## Melgacenses ilustres
- Acácio Caetano Dias, escultor e artesão (1935-2013)
- Adelino Joaquim Pereira Soares de Castro, jornalista, autor e investigador em Moçambique (1913-19??)
- Adriano Marques de Magallanes, advogado, político, autor e cônsul do Equador na Galiza (1925-2023)
- António Augusto Durães, advogado, político, administrador de concelho e governador provincial de Benguela (1891-1976)
- António Joaquim Durães, advogado, político, administrador de concelho e governador civil do Distrito da Horta e de Évora (1857-1907)
- António Lourenço de Sousa Lobato, major e piloto-aviador da Força Aérea Portuguesa (1938-2024)[92]
- António Rui Esteves Solheiro, bancário e presidente da Câmara Municipal de Melgaço (1954- )
- Augusto César Esteves, advogado, notário, historiador, autor e administrador de concelho (1889-1964)
- Carlos Pereira de Lemos, topógrafo, professor e cônsul português em Melbourne, Austrália (1926- )
- Eurico António Crispim da Silva, actor, encenador, argumentista e produtor de teatro, rádio e cinema no Brasil (1900-1973)
- Hermenegildo José Solheiro, bancário, director do Correio de Melgaço, redactor do Melgacense e administrador de concelho (1868-1931)
- Inácio Soares, missionário jesuíta, professor catedrático de Latim, Filosofia, Teologia Moral e impulsionador das matemáticas nos estudos filosóficos (1712-1783)
- Jerônimo José Nogueira de Andrade, militar, inventor e secretário do governo provincial de Moçambique (1749-1809)
- José Marques, sacerdote, cónego da Arquidiocese de Braga, professor catedrático, historiador e director da Faculdade de Letras da Universidade do Porto (1937-2021)
- José Luís Pires Laranjeira, autor e professor catedrático de Literatura Africana e Brasileira, Estudos Portugueses e Culturas Africanas na Universidade de Salamanca e na Faculdade de Letras da Universidade de Coimbra (1950- )
- Luís Filipe Gonzaga Pinto Rodrigues, pintor modernista, ilustrador, caricaturista e director de A Farça (1887-1949)
- Manoel José Rodrigues da Costa, reverendo pioneiro da Igreja Presbiteriana do Brasil em São Paulo (1846-1929)
- Manuel Alves de San Payo, fotógrafo (1890-1974)
- Pedro M. R. Ferreira, atleta e primeiro presidente da Federação Portuguesa do Jogo do Pau (1915-1996)
- Vasco da Gama da Graça Almeida, encenador de teatro amador (1903-1979)[93][94]